# Lista de asteroides (431001-432000)
Esta é uma lista parcial de asteroides, do asteroide número 431001 até o 432000, inclusive. Veja também o índice com todas as listas disponíveis.

| Objeto Próximos à Terra | Cinturão de asteroides (interno) | Cinturão de asteroides (externo) | Centauro       |
| Cruzador de Marte       | Cinturão de asteroides (meio)    | Troianos de Júpiter              | Transnetuniano |

Veja mais dados de cada asteroide na ligação externa para o Minor Planet Center na última coluna.
Índice: 431001... 431101... 431201... 431301... 431401... 431501... 431601... 431701... 431801... 431901... 

## 431001–431100
| Designação | Designação | Descoberta  | Descoberta   | Descobridor(es)     | Categoria | Mais informações / Referência |
| Permanente | Provisória | Data        | Local        | Descobridor(es)     | Categoria | Mais informações / Referência |
| ---------- | ---------- | ----------- | ------------ | ------------------- | --------- | ----------------------------- |
| 431001     | 2005 YD21  | 8 fev 2002  | Kitt Peak    | Spacewatch          | —         | MPC                           |
| 431002     | 2005 YY23  | 24 dez 2005 | Kitt Peak    | Spacewatch          | —         | MPC                           |
| 431003     | 2005 YJ26  | 24 dez 2005 | Kitt Peak    | Spacewatch          | —         | MPC                           |
| 431004     | 2005 YF47  | 25 dez 2005 | Kitt Peak    | Spacewatch          | —         | MPC                           |
| 431005     | 2005 YF68  | 5 dez 2005  | Mount Lemmon | Mount Lemmon Survey | —         | MPC                           |
| 431006     | 2005 YM73  | 24 dez 2005 | Kitt Peak    | Spacewatch          | —         | MPC                           |
| 431007     | 2005 YR73  | 24 dez 2005 | Catalina     | CSS                 | —         | MPC                           |
| 431008     | 2005 YN78  | 24 dez 2005 | Kitt Peak    | Spacewatch          | —         | MPC                           |
| 431009     | 2005 YR78  | 8 dez 2005  | Kitt Peak    | Spacewatch          | —         | MPC                           |
| 431010     | 2005 YR85  | 25 dez 2005 | Mount Lemmon | Mount Lemmon Survey | —         | MPC                           |
| 431011     | 2005 YA87  | 25 dez 2005 | Mount Lemmon | Mount Lemmon Survey | —         | MPC                           |
| 431012     | 2005 YU97  | 24 dez 2005 | Kitt Peak    | Spacewatch          | —         | MPC                           |
| 431013     | 2005 YM105 | 25 dez 2005 | Kitt Peak    | Spacewatch          | Phocaea   | MPC                           |
| 431014     | 2005 YW121 | 28 dez 2005 | Mount Lemmon | Mount Lemmon Survey | —         | MPC                           |
| 431015     | 2005 YD130 | 29 out 2005 | Mount Lemmon | Mount Lemmon Survey | —         | MPC                           |
| 431016     | 2005 YX130 | 25 dez 2005 | Mount Lemmon | Mount Lemmon Survey | —         | MPC                           |
| 431017     | 2005 YQ132 | 26 dez 2005 | Kitt Peak    | Spacewatch          | —         | MPC                           |
| 431018     | 2005 YH139 | 28 dez 2005 | Kitt Peak    | Spacewatch          | —         | MPC                           |
| 431019     | 2005 YY145 | 29 dez 2005 | Socorro      | LINEAR              | —         | MPC                           |
| 431020     | 2005 YJ146 | 29 dez 2005 | Mount Lemmon | Mount Lemmon Survey | —         | MPC                           |
| 431021     | 2005 YH148 | 25 dez 2005 | Kitt Peak    | Spacewatch          | —         | MPC                           |
| 431022     | 2005 YM175 | 22 dez 2005 | Kitt Peak    | Spacewatch          | —         | MPC                           |
| 431023     | 2005 YL199 | 25 dez 2005 | Mount Lemmon | Mount Lemmon Survey | —         | MPC                           |
| 431024     | 2005 YR201 | 24 dez 2005 | Kitt Peak    | Spacewatch          | —         | MPC                           |
| 431025     | 2005 YA212 | 28 dez 2005 | Catalina     | CSS                 | —         | MPC                           |
| 431026     | 2005 YB238 | 28 dez 2005 | Mount Lemmon | Mount Lemmon Survey | —         | MPC                           |
| 431027     | 2005 YV282 | 7 dez 2005  | Kitt Peak    | Spacewatch          | —         | MPC                           |
| 431028     | 2006 AX14  | 5 jan 2006  | Mount Lemmon | Mount Lemmon Survey | —         | MPC                           |
| 431029     | 2006 AT35  | 1 out 2005  | Mount Lemmon | Mount Lemmon Survey | —         | MPC                           |
| 431030     | 2006 AE46  | 27 dez 2005 | Mount Lemmon | Mount Lemmon Survey | —         | MPC                           |
| 431031     | 2006 AY56  | 7 jan 2006  | Mount Lemmon | Mount Lemmon Survey | —         | MPC                           |
| 431032     | 2006 AE59  | 4 jan 2006  | Kitt Peak    | Spacewatch          | —         | MPC                           |
| 431033     | 2006 AW61  | 5 jan 2006  | Kitt Peak    | Spacewatch          | —         | MPC                           |
| 431034     | 2006 AP78  | 4 jan 2006  | Kitt Peak    | Spacewatch          | —         | MPC                           |
| 431035     | 2006 AC81  | 2 jan 2006  | Socorro      | LINEAR              | —         | MPC                           |
| 431036     | 2006 AB86  | 12 jan 2006 | Palomar      | NEAT                | —         | MPC                           |
| 431037     | 2006 AJ90  | 6 jan 2006  | Mount Lemmon | Mount Lemmon Survey | —         | MPC                           |
| 431038     | 2006 AA95  | 9 jan 2006  | Kitt Peak    | Spacewatch          | —         | MPC                           |
| 431039     | 2006 BZ1   | 20 jan 2006 | Kitt Peak    | Spacewatch          | —         | MPC                           |
| 431040     | 2006 BQ11  | 21 jan 2006 | Kitt Peak    | Spacewatch          | —         | MPC                           |
| 431041     | 2006 BT19  | 22 jan 2006 | Mount Lemmon | Mount Lemmon Survey | —         | MPC                           |
| 431042     | 2006 BV20  | 5 jan 2006  | Mount Lemmon | Mount Lemmon Survey | —         | MPC                           |
| 431043     | 2006 BP22  | 7 jan 2006  | Mount Lemmon | Mount Lemmon Survey | —         | MPC                           |
| 431044     | 2006 BU23  | 23 jan 2006 | Socorro      | LINEAR              | —         | MPC                           |
| 431045     | 2006 BH40  | 20 jan 2006 | Kitt Peak    | Spacewatch          | —         | MPC                           |
| 431046     | 2006 BG48  | 25 jan 2006 | Kitt Peak    | Spacewatch          | —         | MPC                           |
| 431047     | 2006 BM50  | 7 jan 2006  | Kitt Peak    | Spacewatch          | —         | MPC                           |
| 431048     | 2006 BM52  | 25 jan 2006 | Kitt Peak    | Spacewatch          | —         | MPC                           |
| 431049     | 2006 BR64  | 14 nov 1996 | Kitt Peak    | Spacewatch          | —         | MPC                           |
| 431050     | 2006 BJ72  | 23 jan 2006 | Kitt Peak    | Spacewatch          | —         | MPC                           |
| 431051     | 2006 BX82  | 24 jan 2006 | Socorro      | LINEAR              | —         | MPC                           |
| 431052     | 2006 BZ90  | 26 jan 2006 | Kitt Peak    | Spacewatch          | —         | MPC                           |
| 431053     | 2006 BW119 | 26 jan 2006 | Kitt Peak    | Spacewatch          | —         | MPC                           |
| 431054     | 2006 BM122 | 26 jan 2006 | Kitt Peak    | Spacewatch          | —         | MPC                           |
| 431055     | 2006 BW127 | 26 jan 2006 | Kitt Peak    | Spacewatch          | —         | MPC                           |
| 431056     | 2006 BY127 | 26 jan 2006 | Kitt Peak    | Spacewatch          | —         | MPC                           |
| 431057     | 2006 BL135 | 12 fev 2002 | Kitt Peak    | Spacewatch          | —         | MPC                           |
| 431058     | 2006 BG138 | 28 jan 2006 | Mount Lemmon | Mount Lemmon Survey | —         | MPC                           |
| 431059     | 2006 BA158 | 25 jan 2006 | Kitt Peak    | Spacewatch          | —         | MPC                           |
| 431060     | 2006 BU168 | 26 jan 2006 | Mount Lemmon | Mount Lemmon Survey | —         | MPC                           |
| 431061     | 2006 BK174 | 23 jan 2006 | Kitt Peak    | Spacewatch          | —         | MPC                           |
| 431062     | 2006 BL184 | 28 jan 2006 | Mount Lemmon | Mount Lemmon Survey | —         | MPC                           |
| 431063     | 2006 BD185 | 28 jan 2006 | Mount Lemmon | Mount Lemmon Survey | —         | MPC                           |
| 431064     | 2006 BK192 | 23 jan 2006 | Mount Lemmon | Mount Lemmon Survey | —         | MPC                           |
| 431065     | 2006 BR207 | 31 jan 2006 | Mount Lemmon | Mount Lemmon Survey | Phocaea   | MPC                           |
| 431066     | 2006 BD208 | 31 jan 2006 | Catalina     | CSS                 | —         | MPC                           |
| 431067     | 2006 BB221 | 30 jan 2006 | Kitt Peak    | Spacewatch          | —         | MPC                           |
| 431068     | 2006 BP232 | 23 jan 2006 | Kitt Peak    | Spacewatch          | —         | MPC                           |
| 431069     | 2006 BJ233 | 31 jan 2006 | Kitt Peak    | Spacewatch          | —         | MPC                           |
| 431070     | 2006 BL243 | 25 jan 2006 | Kitt Peak    | Spacewatch          | —         | MPC                           |
| 431071     | 2006 BW257 | 25 jan 2006 | Kitt Peak    | Spacewatch          | —         | MPC                           |
| 431072     | 2006 BW262 | 31 jan 2006 | Kitt Peak    | Spacewatch          | —         | MPC                           |
| 431073     | 2006 CQ13  | 23 jan 2006 | Mount Lemmon | Mount Lemmon Survey | —         | MPC                           |
| 431074     | 2006 CW21  | 1 fev 2006  | Kitt Peak    | Spacewatch          | —         | MPC                           |
| 431075     | 2006 CY46  | 25 jan 2006 | Kitt Peak    | Spacewatch          | Henan     | MPC                           |
| 431076     | 2006 CW61  | 3 fev 2006  | Socorro      | LINEAR              | —         | MPC                           |
| 431077     | 2006 CA67  | 7 fev 2006  | Kitt Peak    | Spacewatch          | —         | MPC                           |
| 431078     | 2006 DR22  | 20 fev 2006 | Kitt Peak    | Spacewatch          | —         | MPC                           |
| 431079     | 2006 DO23  | 31 jan 2006 | Kitt Peak    | Spacewatch          | —         | MPC                           |
| 431080     | 2006 DO25  | 20 fev 2006 | Kitt Peak    | Spacewatch          | —         | MPC                           |
| 431081     | 2006 DE29  | 1 fev 2006  | Kitt Peak    | Spacewatch          | —         | MPC                           |
| 431082     | 2006 DK29  | 1 fev 2006  | Kitt Peak    | Spacewatch          | —         | MPC                           |
| 431083     | 2006 DO34  | 20 fev 2006 | Kitt Peak    | Spacewatch          | —         | MPC                           |
| 431084     | 2006 DL43  | 20 fev 2006 | Kitt Peak    | Spacewatch          | —         | MPC                           |
| 431085     | 2006 DL57  | 24 fev 2006 | Mount Lemmon | Mount Lemmon Survey | —         | MPC                           |
| 431086     | 2006 DM75  | 24 fev 2006 | Kitt Peak    | Spacewatch          | —         | MPC                           |
| 431087     | 2006 DM94  | 24 fev 2006 | Kitt Peak    | Spacewatch          | —         | MPC                           |
| 431088     | 2006 DH97  | 24 fev 2006 | Kitt Peak    | Spacewatch          | —         | MPC                           |
| 431089     | 2006 DH103 | 25 fev 2006 | Mount Lemmon | Mount Lemmon Survey | —         | MPC                           |
| 431090     | 2006 DP103 | 25 fev 2006 | Mount Lemmon | Mount Lemmon Survey | —         | MPC                           |
| 431091     | 2006 DU108 | 25 fev 2006 | Kitt Peak    | Spacewatch          | —         | MPC                           |
| 431092     | 2006 DF112 | 27 fev 2006 | Mount Lemmon | Mount Lemmon Survey | —         | MPC                           |
| 431093     | 2006 DQ138 | 25 fev 2006 | Kitt Peak    | Spacewatch          | —         | MPC                           |
| 431094     | 2006 DD165 | 27 fev 2006 | Kitt Peak    | Spacewatch          | —         | MPC                           |
| 431095     | 2006 DN168 | 27 fev 2006 | Kitt Peak    | Spacewatch          | —         | MPC                           |
| 431096     | 2006 DY170 | 27 fev 2006 | Kitt Peak    | Spacewatch          | —         | MPC                           |
| 431097     | 2006 DK185 | 27 fev 2006 | Kitt Peak    | Spacewatch          | —         | MPC                           |
| 431098     | 2006 DL205 | 25 fev 2006 | Mount Lemmon | Mount Lemmon Survey | —         | MPC                           |
| 431099     | 2006 DH212 | 25 fev 2006 | Mount Lemmon | Mount Lemmon Survey | —         | MPC                           |
| 431100     | 2006 EL4   | 2 mar 2006  | Kitt Peak    | Spacewatch          | —         | MPC                           |

## 431101–431200
| Designação | Designação | Descoberta  | Descoberta        | Descobridor(es)     | Categoria | Mais informações / Referência |
| Permanente | Provisória | Data        | Local             | Descobridor(es)     | Categoria | Mais informações / Referência |
| ---------- | ---------- | ----------- | ----------------- | ------------------- | --------- | ----------------------------- |
| 431101     | 2006 EP8   | 2 mar 2006  | Kitt Peak         | Spacewatch          | —         | MPC                           |
| 431102     | 2006 EH22  | 31 jan 2006 | Kitt Peak         | Spacewatch          | —         | MPC                           |
| 431103     | 2006 EX28  | 3 mar 2006  | Kitt Peak         | Spacewatch          | —         | MPC                           |
| 431104     | 2006 FP1   | 20 fev 2006 | Mount Lemmon      | Mount Lemmon Survey | —         | MPC                           |
| 431105     | 2006 FM28  | 24 mar 2006 | Mount Lemmon      | Mount Lemmon Survey | —         | MPC                           |
| 431106     | 2006 FH43  | 29 mar 2006 | Socorro           | LINEAR              | —         | MPC                           |
| 431107     | 2006 GU    | 2 abr 2006  | Catalina          | CSS                 | —         | MPC                           |
| 431108     | 2006 GW23  | 2 abr 2006  | Kitt Peak         | Spacewatch          | —         | MPC                           |
| 431109     | 2006 GC25  | 26 mar 2006 | Mount Lemmon      | Mount Lemmon Survey | —         | MPC                           |
| 431110     | 2006 GV32  | 7 abr 2006  | Mount Lemmon      | Mount Lemmon Survey | —         | MPC                           |
| 431111     | 2006 GQ39  | 2 abr 2006  | Anderson Mesa     | LONEOS              | —         | MPC                           |
| 431112     | 2006 GM43  | 25 mar 2006 | Kitt Peak         | Spacewatch          | —         | MPC                           |
| 431113     | 2006 HJ10  | 19 abr 2006 | Kitt Peak         | Spacewatch          | —         | MPC                           |
| 431114     | 2006 HA20  | 19 abr 2006 | Mount Lemmon      | Mount Lemmon Survey | —         | MPC                           |
| 431115     | 2006 HT33  | 2 abr 2006  | Kitt Peak         | Spacewatch          | —         | MPC                           |
| 431116     | 2006 HN34  | 19 abr 2006 | Catalina          | CSS                 | —         | MPC                           |
| 431117     | 2006 HE41  | 21 abr 2006 | Kitt Peak         | Spacewatch          | —         | MPC                           |
| 431118     | 2006 HE60  | 26 abr 2006 | Anderson Mesa     | LONEOS              | —         | MPC                           |
| 431119     | 2006 HD77  | 5 mar 2006  | Kitt Peak         | Spacewatch          | —         | MPC                           |
| 431120     | 2006 HB83  | 26 abr 2006 | Kitt Peak         | Spacewatch          | —         | MPC                           |
| 431121     | 2006 HT86  | 29 abr 2006 | Kitt Peak         | Spacewatch          | —         | MPC                           |
| 431122     | 2006 JJ17  | 2 mai 2006  | Kitt Peak         | Spacewatch          | —         | MPC                           |
| 431123     | 2006 JD81  | 1 mai 2006  | Catalina          | CSS                 | —         | MPC                           |
| 431124     | 2006 KA9   | 19 mai 2006 | Mount Lemmon      | Mount Lemmon Survey | —         | MPC                           |
| 431125     | 2006 KM13  | 20 mai 2006 | Kitt Peak         | Spacewatch          | —         | MPC                           |
| 431126     | 2006 KY15  | 20 mai 2006 | Palomar           | NEAT                | —         | MPC                           |
| 431127     | 2006 KT33  | 20 mai 2006 | Kitt Peak         | Spacewatch          | —         | MPC                           |
| 431128     | 2006 KL37  | 22 mai 2006 | Kitt Peak         | Spacewatch          | —         | MPC                           |
| 431129     | 2006 KW41  | 20 mai 2006 | Mount Lemmon      | Mount Lemmon Survey | Themis    | MPC                           |
| 431130     | 2006 KD44  | 21 mai 2006 | Kitt Peak         | Spacewatch          | —         | MPC                           |
| 431131     | 2006 KJ53  | 21 mai 2006 | Kitt Peak         | Spacewatch          | —         | MPC                           |
| 431132     | 2006 KX53  | 21 mai 2006 | Kitt Peak         | Spacewatch          | —         | MPC                           |
| 431133     | 2006 KN58  | 22 mai 2006 | Kitt Peak         | Spacewatch          | —         | MPC                           |
| 431134     | 2006 KA59  | 22 mai 2006 | Kitt Peak         | Spacewatch          | —         | MPC                           |
| 431135     | 2006 KD88  | 19 mai 2006 | Catalina          | CSS                 | —         | MPC                           |
| 431136     | 2006 KO93  | 25 mai 2006 | Kitt Peak         | Spacewatch          | —         | MPC                           |
| 431137     | 2006 QE11  | 21 ago 2006 | Kitt Peak         | Spacewatch          | —         | MPC                           |
| 431138     | 2006 QN16  | 17 ago 2006 | Palomar           | NEAT                | —         | MPC                           |
| 431139     | 2006 QJ26  | 19 ago 2006 | Kitt Peak         | Spacewatch          | —         | MPC                           |
| 431140     | 2006 QC32  | 19 ago 2006 | Kitt Peak         | Spacewatch          | Brangane  | MPC                           |
| 431141     | 2006 QJ44  | 19 ago 2006 | Anderson Mesa     | LONEOS              | —         | MPC                           |
| 431142     | 2006 QU58  | 19 ago 2006 | Palomar           | NEAT                | —         | MPC                           |
| 431143     | 2006 QB65  | 19 ago 2006 | Kitt Peak         | Spacewatch          | —         | MPC                           |
| 431144     | 2006 QD69  | 21 ago 2006 | Kitt Peak         | Spacewatch          | —         | MPC                           |
| 431145     | 2006 QZ87  | 27 ago 2006 | Kitt Peak         | Spacewatch          | —         | MPC                           |
| 431146     | 2006 QW108 | 28 ago 2006 | Kitt Peak         | Spacewatch          | —         | MPC                           |
| 431147     | 2006 QV115 | 27 ago 2006 | Anderson Mesa     | LONEOS              | —         | MPC                           |
| 431148     | 2006 QR117 | 21 ago 2006 | Socorro           | LINEAR              | —         | MPC                           |
| 431149     | 2006 QM136 | 29 ago 2006 | Anderson Mesa     | LONEOS              | —         | MPC                           |
| 431150     | 2006 QN151 | 19 ago 2006 | Kitt Peak         | Spacewatch          | —         | MPC                           |
| 431151     | 2006 QO157 | 19 ago 2006 | Kitt Peak         | Spacewatch          | —         | MPC                           |
| 431152     | 2006 QD160 | 19 ago 2006 | Kitt Peak         | Spacewatch          | —         | MPC                           |
| 431153     | 2006 QE162 | 20 ago 2006 | Kitt Peak         | Spacewatch          | —         | MPC                           |
| 431154     | 2006 QV165 | 29 ago 2006 | Catalina          | CSS                 | —         | MPC                           |
| 431155     | 2006 QC186 | 28 ago 2006 | Anderson Mesa     | LONEOS              | —         | MPC                           |
| 431156     | 2006 QG186 | 27 ago 2006 | Kitt Peak         | Spacewatch          | —         | MPC                           |
| 431157     | 2006 QL186 | 19 ago 2006 | Kitt Peak         | Spacewatch          | —         | MPC                           |
| 431158     | 2006 RO2   | 11 set 2006 | Bergisch Gladbach | W. Bickel           | Brangane  | MPC                           |
| 431159     | 2006 RR8   | 27 ago 2006 | Anderson Mesa     | LONEOS              | —         | MPC                           |
| 431160     | 2006 RL14  | 14 set 2006 | Kitt Peak         | Spacewatch          | —         | MPC                           |
| 431161     | 2006 RN14  | 14 set 2006 | Kitt Peak         | Spacewatch          | Brangane  | MPC                           |
| 431162     | 2006 RN20  | 15 set 2006 | Socorro           | LINEAR              | —         | MPC                           |
| 431163     | 2006 RP41  | 14 set 2006 | Kitt Peak         | Spacewatch          | —         | MPC                           |
| 431164     | 2006 RD44  | 14 set 2006 | Kitt Peak         | Spacewatch          | —         | MPC                           |
| 431165     | 2006 RC45  | 14 set 2006 | Kitt Peak         | Spacewatch          | —         | MPC                           |
| 431166     | 2006 RT46  | 14 set 2006 | Kitt Peak         | Spacewatch          | —         | MPC                           |
| 431167     | 2006 RZ46  | 14 set 2006 | Kitt Peak         | Spacewatch          | —         | MPC                           |
| 431168     | 2006 RM56  | 14 set 2006 | Kitt Peak         | Spacewatch          | —         | MPC                           |
| 431169     | 2006 RN57  | 15 set 2006 | Kitt Peak         | Spacewatch          | —         | MPC                           |
| 431170     | 2006 RL78  | 15 set 2006 | Kitt Peak         | Spacewatch          | —         | MPC                           |
| 431171     | 2006 RL85  | 15 set 2006 | Kitt Peak         | Spacewatch          | —         | MPC                           |
| 431172     | 2006 RQ85  | 15 set 2006 | Kitt Peak         | Spacewatch          | —         | MPC                           |
| 431173     | 2006 RF91  | 15 set 2006 | Kitt Peak         | Spacewatch          | —         | MPC                           |
| 431174     | 2006 RX92  | 15 set 2006 | Kitt Peak         | Spacewatch          | —         | MPC                           |
| 431175     | 2006 RV122 | 14 set 2006 | Catalina          | CSS                 | —         | MPC                           |
| 431176     | 2006 SS    | 16 set 2006 | Catalina          | CSS                 | —         | MPC                           |
| 431177     | 2006 SJ11  | 28 ago 2006 | Anderson Mesa     | LONEOS              | —         | MPC                           |
| 431178     | 2006 SZ32  | 21 jul 2006 | Mount Lemmon      | Mount Lemmon Survey | —         | MPC                           |
| 431179     | 2006 SW40  | 18 set 2006 | Kitt Peak         | Spacewatch          | —         | MPC                           |
| 431180     | 2006 SG41  | 18 set 2006 | Catalina          | CSS                 | Mitidika  | MPC                           |
| 431181     | 2006 SC45  | 18 set 2006 | Kitt Peak         | Spacewatch          | Brangane  | MPC                           |
| 431182     | 2006 SD45  | 18 set 2006 | Kitt Peak         | Spacewatch          | —         | MPC                           |
| 431183     | 2006 SX54  | 18 set 2006 | Catalina          | CSS                 | —         | MPC                           |
| 431184     | 2006 SL59  | 19 ago 2006 | Anderson Mesa     | LONEOS              | —         | MPC                           |
| 431185     | 2006 SZ62  | 18 set 2006 | Anderson Mesa     | LONEOS              | —         | MPC                           |
| 431186     | 2006 SV75  | 19 set 2006 | Kitt Peak         | Spacewatch          | —         | MPC                           |
| 431187     | 2006 SM76  | 19 set 2006 | Kitt Peak         | Spacewatch          | —         | MPC                           |
| 431188     | 2006 SH78  | 30 ago 2006 | Anderson Mesa     | LONEOS              | —         | MPC                           |
| 431189     | 2006 SH83  | 18 set 2006 | Kitt Peak         | Spacewatch          | —         | MPC                           |
| 431190     | 2006 SC84  | 18 set 2006 | Kitt Peak         | Spacewatch          | —         | MPC                           |
| 431191     | 2006 SH88  | 18 set 2006 | Kitt Peak         | Spacewatch          | —         | MPC                           |
| 431192     | 2006 SB91  | 18 set 2006 | Kitt Peak         | Spacewatch          | —         | MPC                           |
| 431193     | 2006 SL99  | 18 set 2006 | Kitt Peak         | Spacewatch          | —         | MPC                           |
| 431194     | 2006 SB103 | 19 set 2006 | Kitt Peak         | Spacewatch          | —         | MPC                           |
| 431195     | 2006 SY104 | 19 set 2006 | Catalina          | CSS                 | —         | MPC                           |
| 431196     | 2006 SU108 | 19 set 2006 | Catalina          | CSS                 | —         | MPC                           |
| 431197     | 2006 SG117 | 24 set 2006 | Kitt Peak         | Spacewatch          | —         | MPC                           |
| 431198     | 2006 SG120 | 18 set 2006 | Catalina          | CSS                 | —         | MPC                           |
| 431199     | 2006 SK129 | 18 set 2006 | Anderson Mesa     | LONEOS              | —         | MPC                           |
| 431200     | 2006 SH135 | 20 set 2006 | Catalina          | CSS                 | —         | MPC                           |

## 431201–431300
| Designação | Designação | Descoberta  | Descoberta    | Descobridor(es)     | Categoria | Mais informações / Referência |
| Permanente | Provisória | Data        | Local         | Descobridor(es)     | Categoria | Mais informações / Referência |
| ---------- | ---------- | ----------- | ------------- | ------------------- | --------- | ----------------------------- |
| 431201     | 2006 ST137 | 20 set 2006 | Catalina      | CSS                 | —         | MPC                           |
| 431202     | 2006 SV149 | 19 set 2006 | Kitt Peak     | Spacewatch          | —         | MPC                           |
| 431203     | 2006 SZ150 | 19 set 2006 | Kitt Peak     | Spacewatch          | —         | MPC                           |
| 431204     | 2006 SY153 | 20 set 2006 | Catalina      | CSS                 | —         | MPC                           |
| 431205     | 2006 SZ157 | 15 set 2006 | Kitt Peak     | Spacewatch          | —         | MPC                           |
| 431206     | 2006 SR164 | 25 set 2006 | Kitt Peak     | Spacewatch          | —         | MPC                           |
| 431207     | 2006 SZ170 | 17 set 2006 | Kitt Peak     | Spacewatch          | —         | MPC                           |
| 431208     | 2006 SE179 | 25 set 2006 | Kitt Peak     | Spacewatch          | —         | MPC                           |
| 431209     | 2006 SP179 | 25 set 2006 | Kitt Peak     | Spacewatch          | Brangane  | MPC                           |
| 431210     | 2006 SA187 | 25 set 2006 | Mount Lemmon  | Mount Lemmon Survey | —         | MPC                           |
| 431211     | 2006 SB204 | 18 set 2006 | Kitt Peak     | Spacewatch          | —         | MPC                           |
| 431212     | 2006 SJ206 | 25 set 2006 | Kitt Peak     | Spacewatch          | —         | MPC                           |
| 431213     | 2006 SW215 | 27 set 2006 | Kitt Peak     | Spacewatch          | —         | MPC                           |
| 431214     | 2006 SU220 | 14 set 2006 | Kitt Peak     | Spacewatch          | —         | MPC                           |
| 431215     | 2006 SE228 | 26 set 2006 | Kitt Peak     | Spacewatch          | —         | MPC                           |
| 431216     | 2006 SS233 | 26 set 2006 | Kitt Peak     | Spacewatch          | —         | MPC                           |
| 431217     | 2006 SV240 | 18 set 2006 | Kitt Peak     | Spacewatch          | Ursula    | MPC                           |
| 431218     | 2006 SK242 | 26 set 2006 | Kitt Peak     | Spacewatch          | —         | MPC                           |
| 431219     | 2006 SW244 | 26 set 2006 | Kitt Peak     | Spacewatch          | —         | MPC                           |
| 431220     | 2006 SE251 | 26 set 2006 | Kitt Peak     | Spacewatch          | —         | MPC                           |
| 431221     | 2006 SF259 | 26 set 2006 | Kitt Peak     | Spacewatch          | —         | MPC                           |
| 431222     | 2006 SC267 | 26 set 2006 | Kitt Peak     | Spacewatch          | —         | MPC                           |
| 431223     | 2006 SA284 | 26 set 2006 | Catalina      | CSS                 | —         | MPC                           |
| 431224     | 2006 SN297 | 25 set 2006 | Mount Lemmon  | Mount Lemmon Survey | Mitidika  | MPC                           |
| 431225     | 2006 SF299 | 26 set 2006 | Kitt Peak     | Spacewatch          | —         | MPC                           |
| 431226     | 2006 SK323 | 27 set 2006 | Kitt Peak     | Spacewatch          | —         | MPC                           |
| 431227     | 2006 SK324 | 17 set 2006 | Kitt Peak     | Spacewatch          | —         | MPC                           |
| 431228     | 2006 ST326 | 19 set 2006 | Kitt Peak     | Spacewatch          | —         | MPC                           |
| 431229     | 2006 SJ330 | 27 set 2006 | Kitt Peak     | Spacewatch          | —         | MPC                           |
| 431230     | 2006 SR343 | 28 set 2006 | Kitt Peak     | Spacewatch          | —         | MPC                           |
| 431231     | 2006 SC360 | 30 set 2006 | Mount Lemmon  | Mount Lemmon Survey | —         | MPC                           |
| 431232     | 2006 SW364 | 30 set 2006 | Catalina      | CSS                 | —         | MPC                           |
| 431233     | 2006 SG375 | 17 set 2006 | Apache Point  | A. C. Becker        | —         | MPC                           |
| 431234     | 2006 SP388 | 30 set 2006 | Apache Point  | A. C. Becker        | —         | MPC                           |
| 431235     | 2006 SU389 | 30 set 2006 | Apache Point  | A. C. Becker        | —         | MPC                           |
| 431236     | 2006 SC394 | 30 set 2006 | Kitt Peak     | Spacewatch          | —         | MPC                           |
| 431237     | 2006 SS399 | 18 set 2006 | Catalina      | CSS                 | —         | MPC                           |
| 431238     | 2006 SX400 | 26 set 2006 | Mount Lemmon  | Mount Lemmon Survey | —         | MPC                           |
| 431239     | 2006 TR15  | 11 out 2006 | Kitt Peak     | Spacewatch          | —         | MPC                           |
| 431240     | 2006 TX17  | 11 out 2006 | Kitt Peak     | Spacewatch          | Mitidika  | MPC                           |
| 431241     | 2006 TX25  | 25 set 2006 | Mount Lemmon  | Mount Lemmon Survey | —         | MPC                           |
| 431242     | 2006 TE39  | 27 set 2006 | Mount Lemmon  | Mount Lemmon Survey | —         | MPC                           |
| 431243     | 2006 TT40  | 12 out 2006 | Kitt Peak     | Spacewatch          | —         | MPC                           |
| 431244     | 2006 TE48  | 12 out 2006 | Kitt Peak     | Spacewatch          | —         | MPC                           |
| 431245     | 2006 TX57  | 15 out 2006 | Catalina      | CSS                 | —         | MPC                           |
| 431246     | 2006 TX64  | 11 out 2006 | Palomar       | NEAT                | —         | MPC                           |
| 431247     | 2006 TM70  | 19 set 2006 | Catalina      | CSS                 | —         | MPC                           |
| 431248     | 2006 TK80  | 4 out 2006  | Mount Lemmon  | Mount Lemmon Survey | —         | MPC                           |
| 431249     | 2006 TH81  | 13 out 2006 | Kitt Peak     | Spacewatch          | —         | MPC                           |
| 431250     | 2006 TM118 | 3 out 2006  | Apache Point  | A. C. Becker        | —         | MPC                           |
| 431251     | 2006 TZ120 | 12 out 2006 | Apache Point  | A. C. Becker        | —         | MPC                           |
| 431252     | 2006 TU123 | 2 out 2006  | Mount Lemmon  | Mount Lemmon Survey | —         | MPC                           |
| 431253     | 2006 UK2   | 17 set 2006 | Kitt Peak     | Spacewatch          | —         | MPC                           |
| 431254     | 2006 UT4   | 16 out 2006 | Kitt Peak     | Spacewatch          | —         | MPC                           |
| 431255     | 2006 UZ12  | 17 out 2006 | Mount Lemmon  | Mount Lemmon Survey | —         | MPC                           |
| 431256     | 2006 UD15  | 17 out 2006 | Mount Lemmon  | Mount Lemmon Survey | Mitidika  | MPC                           |
| 431257     | 2006 UQ19  | 25 set 2006 | Kitt Peak     | Spacewatch          | —         | MPC                           |
| 431258     | 2006 UF23  | 16 out 2006 | Kitt Peak     | Spacewatch          | —         | MPC                           |
| 431259     | 2006 UO23  | 16 out 2006 | Kitt Peak     | Spacewatch          | —         | MPC                           |
| 431260     | 2006 UM34  | 16 out 2006 | Kitt Peak     | Spacewatch          | —         | MPC                           |
| 431261     | 2006 UH37  | 3 out 2006  | Mount Lemmon  | Mount Lemmon Survey | —         | MPC                           |
| 431262     | 2006 UU37  | 16 out 2006 | Kitt Peak     | Spacewatch          | Mitidika  | MPC                           |
| 431263     | 2006 UV44  | 16 out 2006 | Kitt Peak     | Spacewatch          | —         | MPC                           |
| 431264     | 2006 UV48  | 17 set 2006 | Catalina      | CSS                 | —         | MPC                           |
| 431265     | 2006 UT58  | 19 out 2006 | Mount Lemmon  | Mount Lemmon Survey | —         | MPC                           |
| 431266     | 2006 UL68  | 16 out 2006 | Kitt Peak     | Spacewatch          | —         | MPC                           |
| 431267     | 2006 UE76  | 23 set 2006 | Kitt Peak     | Spacewatch          | —         | MPC                           |
| 431268     | 2006 UF77  | 17 out 2006 | Kitt Peak     | Spacewatch          | —         | MPC                           |
| 431269     | 2006 UQ89  | 25 set 2006 | Mount Lemmon  | Mount Lemmon Survey | —         | MPC                           |
| 431270     | 2006 UX91  | 30 set 2006 | Mount Lemmon  | Mount Lemmon Survey | —         | MPC                           |
| 431271     | 2006 UX93  | 18 out 2006 | Kitt Peak     | Spacewatch          | —         | MPC                           |
| 431272     | 2006 UZ93  | 2 out 2006  | Mount Lemmon  | Mount Lemmon Survey | —         | MPC                           |
| 431273     | 2006 UW99  | 18 out 2006 | Kitt Peak     | Spacewatch          | —         | MPC                           |
| 431274     | 2006 UB105 | 3 out 2006  | Mount Lemmon  | Mount Lemmon Survey | —         | MPC                           |
| 431275     | 2006 UC115 | 28 set 2006 | Kitt Peak     | Spacewatch          | —         | MPC                           |
| 431276     | 2006 UW115 | 2 out 2006  | Kitt Peak     | Spacewatch          | —         | MPC                           |
| 431277     | 2006 UT131 | 19 out 2006 | Kitt Peak     | Spacewatch          | —         | MPC                           |
| 431278     | 2006 UG133 | 19 out 2006 | Kitt Peak     | Spacewatch          | Brangane  | MPC                           |
| 431279     | 2006 UA139 | 19 out 2006 | Kitt Peak     | Spacewatch          | —         | MPC                           |
| 431280     | 2006 UD170 | 21 out 2006 | Mount Lemmon  | Mount Lemmon Survey | —         | MPC                           |
| 431281     | 2006 UY170 | 21 out 2006 | Mount Lemmon  | Mount Lemmon Survey | —         | MPC                           |
| 431282     | 2006 UC177 | 16 set 2006 | Anderson Mesa | LONEOS              | —         | MPC                           |
| 431283     | 2006 UN194 | 20 out 2006 | Kitt Peak     | Spacewatch          | —         | MPC                           |
| 431284     | 2006 UQ202 | 22 out 2006 | Catalina      | CSS                 | —         | MPC                           |
| 431285     | 2006 UR213 | 23 out 2006 | Kitt Peak     | Spacewatch          | —         | MPC                           |
| 431286     | 2006 UF218 | 27 out 2006 | Nyukasa       | Mount Nyukasa Stn.  | —         | MPC                           |
| 431287     | 2006 UG218 | 27 out 2006 | Nyukasa       | Mount Nyukasa Stn.  | —         | MPC                           |
| 431288     | 2006 UQ226 | 2 out 2006  | Mount Lemmon  | Mount Lemmon Survey | —         | MPC                           |
| 431289     | 2006 UL268 | 27 out 2006 | Mount Lemmon  | Mount Lemmon Survey | —         | MPC                           |
| 431290     | 2006 UZ270 | 27 out 2006 | Mount Lemmon  | Mount Lemmon Survey | —         | MPC                           |
| 431291     | 2006 UU272 | 4 out 2006  | Mount Lemmon  | Mount Lemmon Survey | —         | MPC                           |
| 431292     | 2006 UY274 | 25 set 2006 | Kitt Peak     | Spacewatch          | —         | MPC                           |
| 431293     | 2006 UL287 | 20 out 2006 | Kitt Peak     | Spacewatch          | Ursula    | MPC                           |
| 431294     | 2006 UV287 | 29 out 2006 | Kitt Peak     | Spacewatch          | —         | MPC                           |
| 431295     | 2006 UO320 | 27 set 2006 | Mount Lemmon  | Mount Lemmon Survey | —         | MPC                           |
| 431296     | 2006 UO327 | 23 out 2006 | Mount Lemmon  | Mount Lemmon Survey | —         | MPC                           |
| 431297     | 2006 UC331 | 16 out 2006 | Apache Point  | A. C. Becker        | —         | MPC                           |
| 431298     | 2006 UP337 | 16 out 2006 | Kitt Peak     | Spacewatch          | —         | MPC                           |
| 431299     | 2006 UX337 | 22 out 2006 | Catalina      | CSS                 | —         | MPC                           |
| 431300     | 2006 UV345 | 16 out 2006 | Kitt Peak     | Spacewatch          | —         | MPC                           |

## 431301–431400
| Designação           | Designação | Descoberta  | Descoberta       | Descobridor(es)     | Categoria | Mais informações / Referência |
| Permanente           | Provisória | Data        | Local            | Descobridor(es)     | Categoria | Mais informações / Referência |
| -------------------- | ---------- | ----------- | ---------------- | ------------------- | --------- | ----------------------------- |
| 431301               | 2006 VX1   | 7 nov 2006  | Palomar          | NEAT                | —         | MPC                           |
| 431302               | 2006 VU19  | 31 out 2006 | Mount Lemmon     | Mount Lemmon Survey | —         | MPC                           |
| 431303               | 2006 VP56  | 11 nov 2006 | Kitt Peak        | Spacewatch          | —         | MPC                           |
| 431304               | 2006 VQ60  | 11 nov 2006 | Kitt Peak        | Spacewatch          | —         | MPC                           |
| 431305               | 2006 VN67  | 11 nov 2006 | Kitt Peak        | Spacewatch          | —         | MPC                           |
| 431306               | 2006 VG69  | 11 nov 2006 | Kitt Peak        | Spacewatch          | —         | MPC                           |
| 431307               | 2006 VK78  | 23 out 2006 | Mount Lemmon     | Mount Lemmon Survey | —         | MPC                           |
| 431308               | 2006 VC80  | 22 out 2006 | Mount Lemmon     | Mount Lemmon Survey | —         | MPC                           |
| 431309               | 2006 VV86  | 14 nov 2006 | Mount Lemmon     | Mount Lemmon Survey | —         | MPC                           |
| 431310               | 2006 VR116 | 31 out 2006 | Mount Lemmon     | Mount Lemmon Survey | —         | MPC                           |
| 431311               | 2006 VS132 | 15 nov 2006 | Kitt Peak        | Spacewatch          | —         | MPC                           |
| 431312               | 2006 VM150 | 25 set 2006 | Mount Lemmon     | Mount Lemmon Survey | —         | MPC                           |
| 431313               | 2006 VH152 | 9 nov 2006  | Palomar          | NEAT                | —         | MPC                           |
| 431314               | 2006 WX12  | 16 nov 2006 | Mount Lemmon     | Mount Lemmon Survey | —         | MPC                           |
| 431315               | 2006 WQ55  | 20 mai 2004 | Campo Imperatore | CINEOS              | —         | MPC                           |
| 431316               | 2006 WD56  | 16 nov 2006 | Kitt Peak        | Spacewatch          | Mitidika  | MPC                           |
| 431317               | 2006 WV57  | 17 nov 2006 | Kitt Peak        | Spacewatch          | —         | MPC                           |
| 431318               | 2006 WT91  | 30 set 2006 | Mount Lemmon     | Mount Lemmon Survey | —         | MPC                           |
| 431319               | 2006 WL103 | 11 nov 2006 | Mount Lemmon     | Mount Lemmon Survey | —         | MPC                           |
| 431320               | 2006 WY113 | 23 out 2006 | Mount Lemmon     | Mount Lemmon Survey | —         | MPC                           |
| 431321               | 2006 WL130 | 25 nov 2006 | Kitt Peak        | Spacewatch          | —         | MPC                           |
| 431322               | 2006 WW132 | 18 nov 2006 | Kitt Peak        | Spacewatch          | —         | MPC                           |
| 431323               | 2006 WR134 | 18 nov 2006 | Mount Lemmon     | Mount Lemmon Survey | —         | MPC                           |
| 431324               | 2006 WR139 | 11 nov 2006 | Kitt Peak        | Spacewatch          | Mitidika  | MPC                           |
| 431325               | 2006 WQ141 | 20 nov 2006 | Kitt Peak        | Spacewatch          | —         | MPC                           |
| 431326               | 2006 WH155 | 22 nov 2006 | Kitt Peak        | Spacewatch          | —         | MPC                           |
| 431327               | 2006 WP176 | 23 nov 2006 | Mount Lemmon     | Mount Lemmon Survey | —         | MPC                           |
| 431328               | 2006 WM199 | 31 out 2006 | Mount Lemmon     | Mount Lemmon Survey | —         | MPC                           |
| 431329               | 2006 XN9   | 9 dez 2006  | Kitt Peak        | Spacewatch          | —         | MPC                           |
| 431330               | 2006 XG18  | 10 dez 2006 | Kitt Peak        | Spacewatch          | —         | MPC                           |
| 431331               | 2006 XH20  | 1 dez 2006  | Mount Lemmon     | Mount Lemmon Survey | —         | MPC                           |
| 431332               | 2006 XR21  | 10 nov 2006 | Kitt Peak        | Spacewatch          | —         | MPC                           |
| 431333               | 2006 XM29  | 22 nov 2006 | Kitt Peak        | Spacewatch          | —         | MPC                           |
| 431334               | 2006 XL45  | 25 nov 2006 | Kitt Peak        | Spacewatch          | —         | MPC                           |
| 431335               | 2006 XR45  | 27 set 2006 | Mount Lemmon     | Mount Lemmon Survey | —         | MPC                           |
| 431336               | 2006 XH50  | 13 dez 2006 | Mount Lemmon     | Mount Lemmon Survey | —         | MPC                           |
| 431337               | 2006 XO55  | 15 dez 2006 | Kitt Peak        | Spacewatch          | —         | MPC                           |
| 431338               | 2006 XS55  | 1 dez 2006  | Mount Lemmon     | Mount Lemmon Survey | Mitidika  | MPC                           |
| 431339               | 2006 XT59  | 21 nov 2006 | Mount Lemmon     | Mount Lemmon Survey | —         | MPC                           |
| 431340               | 2006 YM7   | 28 nov 2006 | Socorro          | LINEAR              | —         | MPC                           |
| 431341               | 2006 YM55  | 21 dez 2006 | Kitt Peak        | Spacewatch          | —         | MPC                           |
| 431342               | 2007 AK    | 8 jan 2007  | Mount Lemmon     | Mount Lemmon Survey | —         | MPC                           |
| 431343               | 2007 AE22  | 25 dez 1998 | Kitt Peak        | Spacewatch          | —         | MPC                           |
| 431344               | 2007 BC56  | 25 nov 2006 | Mount Lemmon     | Mount Lemmon Survey | —         | MPC                           |
| 431345               | 2007 BK62  | 27 jan 2007 | Catalina         | CSS                 | —         | MPC                           |
| 431346               | 2007 BT72  | 24 jan 2007 | Nyukasa          | Mount Nyukasa Stn.  | —         | MPC                           |
| 431347               | 2007 BA76  | 28 jan 2007 | Mount Lemmon     | Mount Lemmon Survey | Pallas    | MPC                           |
| 431348               | 2007 BQ77  | 25 jan 2007 | Kitt Peak        | Spacewatch          | —         | MPC                           |
| 431349               | 2007 BU77  | 28 jan 2007 | Kitt Peak        | Spacewatch          | —         | MPC                           |
| 431350               | 2007 BA79  | 27 jan 2007 | Mount Lemmon     | Mount Lemmon Survey | —         | MPC                           |
| 431351               | 2007 BF81  | 27 jan 2007 | Kitt Peak        | Spacewatch          | —         | MPC                           |
| 431352               | 2007 CQ1   | 27 jan 2007 | Kitt Peak        | Spacewatch          | —         | MPC                           |
| 431353               | 2007 CU10  | 27 jan 2007 | Mount Lemmon     | Mount Lemmon Survey | —         | MPC                           |
| 431354               | 2007 CZ29  | 6 fev 2007  | Mount Lemmon     | Mount Lemmon Survey | —         | MPC                           |
| 431355               | 2007 CF49  | 10 fev 2007 | Mount Lemmon     | Mount Lemmon Survey | —         | MPC                           |
| 431356               | 2007 CY50  | 8 fev 2007  | Kitt Peak        | Spacewatch          | —         | MPC                           |
| 431357               | 2007 DL5   | 28 jan 2007 | Kitt Peak        | Spacewatch          | —         | MPC                           |
| 431358               | 2007 DX73  | 21 fev 2007 | Kitt Peak        | Spacewatch          | —         | MPC                           |
| 431359               | 2007 DT77  | 22 fev 2007 | Anderson Mesa    | LONEOS              | —         | MPC                           |
| 431360               | 2007 DE79  | 23 fev 2007 | Kitt Peak        | Spacewatch          | —         | MPC                           |
| 431361               | 2007 DJ82  | 23 fev 2007 | Kitt Peak        | Spacewatch          | Juno      | MPC                           |
| 431362               | 2007 DQ83  | 28 jan 2007 | Mount Lemmon     | Mount Lemmon Survey | —         | MPC                           |
| 431363               | 2007 DU85  | 27 jan 2007 | Mount Lemmon     | Mount Lemmon Survey | —         | MPC                           |
| 431364               | 2007 DV88  | 23 fev 2007 | Kitt Peak        | Spacewatch          | —         | MPC                           |
| 431365               | 2007 DR94  | 23 fev 2007 | Kitt Peak        | Spacewatch          | —         | MPC                           |
| 431366               | 2007 DP98  | 25 fev 2007 | Mount Lemmon     | Mount Lemmon Survey | —         | MPC                           |
| 431367               | 2007 DS102 | 25 fev 2007 | Mount Lemmon     | Mount Lemmon Survey | Juno      | MPC                           |
| 431368               | 2007 DN103 | 21 fev 2007 | Kitt Peak        | M. W. Buie          | Juno      | MPC                           |
| 431369               | 2007 DN111 | 1 nov 2005  | Mount Lemmon     | Mount Lemmon Survey | Juno      | MPC                           |
| 431370               | 2007 ES1   | 9 mar 2007  | Kitt Peak        | Spacewatch          | —         | MPC                           |
| 431371               | 2007 EH17  | 23 fev 2007 | Mount Lemmon     | Mount Lemmon Survey | —         | MPC                           |
| 431372               | 2007 ES22  | 23 fev 2007 | Mount Lemmon     | Mount Lemmon Survey | —         | MPC                           |
| 431373               | 2007 ES64  | 10 mar 2007 | Kitt Peak        | Spacewatch          | —         | MPC                           |
| 431374               | 2007 EN67  | 8 set 2004  | Socorro          | LINEAR              | —         | MPC                           |
| 431375               | 2007 EN77  | 10 mar 2007 | Mount Lemmon     | Mount Lemmon Survey | —         | MPC                           |
| 431376               | 2007 EX96  | 10 mar 2007 | Mount Lemmon     | Mount Lemmon Survey | —         | MPC                           |
| 431377               | 2007 EF101 | 11 mar 2007 | Kitt Peak        | Spacewatch          | —         | MPC                           |
| 431378               | 2007 EP110 | 11 mar 2007 | Kitt Peak        | Spacewatch          | —         | MPC                           |
| 431379               | 2007 EQ120 | 14 mar 2007 | Anderson Mesa    | LONEOS              | —         | MPC                           |
| 431380               | 2007 EN136 | 21 fev 2007 | Kitt Peak        | Spacewatch          | —         | MPC                           |
| 431381               | 2007 ER136 | 10 mar 2007 | Kitt Peak        | Spacewatch          | —         | MPC                           |
| 431382               | 2007 EL152 | 12 mar 2007 | Mount Lemmon     | Mount Lemmon Survey | —         | MPC                           |
| 431383               | 2007 EB170 | 14 mar 2007 | Socorro          | LINEAR              | —         | MPC                           |
| 431384               | 2007 ET177 | 14 mar 2007 | Kitt Peak        | Spacewatch          | —         | MPC                           |
| 431385               | 2007 EG193 | 14 mar 2007 | Mount Lemmon     | Mount Lemmon Survey | —         | MPC                           |
| 431386               | 2007 EK197 | 15 mar 2007 | Kitt Peak        | Spacewatch          | —         | MPC                           |
| 431387               | 2007 EM198 | 12 mar 2007 | Kitt Peak        | Spacewatch          | —         | MPC                           |
| 431388               | 2007 EW198 | 10 mar 2007 | Catalina         | CSS                 | —         | MPC                           |
| 431389               | 2007 EE199 | 10 mar 2007 | Catalina         | CSS                 | —         | MPC                           |
| 431390               | 2007 EM201 | 12 mar 2007 | Catalina         | CSS                 | —         | MPC                           |
| 431391               | 2007 EQ215 | 16 dez 2006 | Mount Lemmon     | Mount Lemmon Survey | —         | MPC                           |
| 431392               | 2007 FJ8   | 16 mar 2007 | Mount Lemmon     | Mount Lemmon Survey | —         | MPC                           |
| 431393               | 2007 FX21  | 10 mar 2007 | Mount Lemmon     | Mount Lemmon Survey | —         | MPC                           |
| 431394               | 2007 FS35  | 20 mar 2007 | Kitt Peak        | Spacewatch          | —         | MPC                           |
| 431395               | 2007 FG37  | 26 mar 2007 | Mount Lemmon     | Mount Lemmon Survey | —         | MPC                           |
| 431396               | 2007 FG47  | 20 mar 2007 | Catalina         | CSS                 | —         | MPC                           |
| 431397 Carolinregina | 2007 GD6   | 14 abr 2007 | Heidelberg       | F. Hormuth          | —         | MPC                           |
| 431398               | 2007 GR17  | 11 abr 2007 | Kitt Peak        | Spacewatch          | —         | MPC                           |
| 431399               | 2007 GJ21  | 26 fev 2007 | Mount Lemmon     | Mount Lemmon Survey | —         | MPC                           |
| 431400               | 2007 GR33  | 11 abr 2007 | Mount Lemmon     | Mount Lemmon Survey | —         | MPC                           |

## 431401–431500
| Designação     | Designação | Descoberta  | Descoberta        | Descobridor(es)     | Categoria | Mais informações / Referência |
| Permanente     | Provisória | Data        | Local             | Descobridor(es)     | Categoria | Mais informações / Referência |
| -------------- | ---------- | ----------- | ----------------- | ------------------- | --------- | ----------------------------- |
| 431401         | 2007 GX38  | 26 mar 2007 | Mount Lemmon      | Mount Lemmon Survey | —         | MPC                           |
| 431402         | 2007 GD40  | 14 abr 2007 | Kitt Peak         | Spacewatch          | —         | MPC                           |
| 431403         | 2007 GU41  | 14 abr 2007 | Kitt Peak         | Spacewatch          | —         | MPC                           |
| 431404         | 2007 GL42  | 14 abr 2007 | Kitt Peak         | Spacewatch          | —         | MPC                           |
| 431405         | 2007 GQ46  | 14 abr 2007 | Kitt Peak         | Spacewatch          | —         | MPC                           |
| 431406         | 2007 GP51  | 13 abr 2007 | Črni Vrh          | Črni Vrh            | —         | MPC                           |
| 431407         | 2007 GO61  | 15 abr 2007 | Kitt Peak         | Spacewatch          | —         | MPC                           |
| 431408         | 2007 GM65  | 15 abr 2007 | Kitt Peak         | Spacewatch          | —         | MPC                           |
| 431409         | 2007 GC67  | 15 abr 2007 | Kitt Peak         | Spacewatch          | —         | MPC                           |
| 431410         | 2007 HX27  | 18 abr 2007 | Kitt Peak         | Spacewatch          | —         | MPC                           |
| 431411         | 2007 HD53  | 20 abr 2007 | Kitt Peak         | Spacewatch          | —         | MPC                           |
| 431412         | 2007 HV69  | 24 abr 2007 | Kitt Peak         | Spacewatch          | —         | MPC                           |
| 431413         | 2007 HG76  | 14 mar 2007 | Mount Lemmon      | Mount Lemmon Survey | —         | MPC                           |
| 431414         | 2007 HL83  | 23 abr 2007 | Kitt Peak         | Spacewatch          | —         | MPC                           |
| 431415         | 2007 HM87  | 24 abr 2007 | Kitt Peak         | Spacewatch          | —         | MPC                           |
| 431416         | 2007 HS87  | 25 abr 2007 | Kitt Peak         | Spacewatch          | Phocaea   | MPC                           |
| 431417         | 2007 HB90  | 18 abr 2007 | Catalina          | CSS                 | —         | MPC                           |
| 431418         | 2007 HZ97  | 25 abr 2007 | Mount Lemmon      | Mount Lemmon Survey | —         | MPC                           |
| 431419         | 2007 JF15  | 18 abr 2007 | Kitt Peak         | Spacewatch          | Phocaea   | MPC                           |
| 431420         | 2007 JV25  | 30 jan 2006 | Kitt Peak         | Spacewatch          | —         | MPC                           |
| 431421         | 2007 JE41  | 25 abr 2007 | Kitt Peak         | Spacewatch          | —         | MPC                           |
| 431422         | 2007 LM2   | 8 jun 2007  | Kitt Peak         | Spacewatch          | —         | MPC                           |
| 431423         | 2007 LY5   | 8 jun 2007  | Kitt Peak         | Spacewatch          | —         | MPC                           |
| 431424         | 2007 LU9   | 8 jun 2007  | Kitt Peak         | Spacewatch          | —         | MPC                           |
| 431425         | 2007 LL15  | 12 mai 2007 | Mount Lemmon      | Mount Lemmon Survey | Phocaea   | MPC                           |
| 431426         | 2007 LE17  | 7 mai 2007  | Kitt Peak         | Spacewatch          | —         | MPC                           |
| 431427         | 2007 LS17  | 9 mai 2007  | Kitt Peak         | Spacewatch          | —         | MPC                           |
| 431428         | 2007 LF34  | 8 jun 2007  | Kitt Peak         | Spacewatch          | —         | MPC                           |
| 431429         | 2007 MZ4   | 11 mai 2007 | Mount Lemmon      | Mount Lemmon Survey | —         | MPC                           |
| 431430         | 2007 MV10  | 21 jun 2007 | Mount Lemmon      | Mount Lemmon Survey | —         | MPC                           |
| 431431         | 2007 MB22  | 14 jun 2007 | Kitt Peak         | Spacewatch          | —         | MPC                           |
| 431432         | 2007 OV5   | 22 jul 2007 | Lulin Observatory | LUSS                | —         | MPC                           |
| 431433         | 2007 PT23  | 12 ago 2007 | Socorro           | LINEAR              | —         | MPC                           |
| 431434         | 2007 PZ24  | 12 ago 2007 | Socorro           | LINEAR              | —         | MPC                           |
| 431435         | 2007 PE26  | 11 ago 2007 | Socorro           | LINEAR              | —         | MPC                           |
| 431436 Gahberg | 2007 QJ3   | 18 ago 2007 | Gaisberg          | R. Gierlinger       | —         | MPC                           |
| 431437         | 2007 QP7   | 21 ago 2007 | Anderson Mesa     | LONEOS              | —         | MPC                           |
| 431438         | 2007 RV    | 3 set 2007  | Eskridge          | G. Hug              | Brangane  | MPC                           |
| 431439         | 2007 RP23  | 13 ago 2007 | Socorro           | LINEAR              | —         | MPC                           |
| 431440         | 2007 RN29  | 4 set 2007  | Catalina          | CSS                 | —         | MPC                           |
| 431441         | 2007 RE48  | 9 set 2007  | Mount Lemmon      | Mount Lemmon Survey | Brangane  | MPC                           |
| 431442         | 2007 RX49  | 9 set 2007  | Mount Lemmon      | Mount Lemmon Survey | —         | MPC                           |
| 431443         | 2007 RU51  | 9 set 2007  | Kitt Peak         | Spacewatch          | Brangane  | MPC                           |
| 431444         | 2007 RL82  | 10 set 2007 | Mount Lemmon      | Mount Lemmon Survey | —         | MPC                           |
| 431445         | 2007 RR129 | 14 mar 2004 | Kitt Peak         | Spacewatch          | —         | MPC                           |
| 431446         | 2007 RD135 | 12 set 2007 | Mount Lemmon      | Mount Lemmon Survey | Brangane  | MPC                           |
| 431447         | 2007 RE140 | 13 set 2007 | Socorro           | LINEAR              | —         | MPC                           |
| 431448         | 2007 RK141 | 13 set 2007 | Socorro           | LINEAR              | —         | MPC                           |
| 431449         | 2007 RW162 | 8 abr 2006  | Kitt Peak         | Spacewatch          | —         | MPC                           |
| 431450         | 2007 RF174 | 10 set 2007 | Kitt Peak         | Spacewatch          | —         | MPC                           |
| 431451         | 2007 RF176 | 9 set 2007  | Mount Lemmon      | Mount Lemmon Survey | —         | MPC                           |
| 431452         | 2007 RH201 | 13 set 2007 | Kitt Peak         | Spacewatch          | —         | MPC                           |
| 431453         | 2007 RL201 | 13 set 2007 | Kitt Peak         | Spacewatch          | —         | MPC                           |
| 431454         | 2007 RB203 | 13 set 2007 | Kitt Peak         | Spacewatch          | —         | MPC                           |
| 431455         | 2007 RG209 | 10 set 2007 | Kitt Peak         | Spacewatch          | —         | MPC                           |
| 431456         | 2007 RX232 | 12 set 2007 | Dauban            | Chante-Perdrix Obs. | —         | MPC                           |
| 431457         | 2007 RT266 | 15 set 2007 | Mount Lemmon      | Mount Lemmon Survey | —         | MPC                           |
| 431458         | 2007 RG274 | 23 ago 2007 | Kitt Peak         | Spacewatch          | —         | MPC                           |
| 431459         | 2007 RV279 | 9 set 2007  | Anderson Mesa     | LONEOS              | Eos       | MPC                           |
| 431460         | 2007 RA281 | 13 set 2007 | Catalina          | CSS                 | —         | MPC                           |
| 431461         | 2007 RU284 | 12 set 2007 | Mount Lemmon      | Mount Lemmon Survey | —         | MPC                           |
| 431462         | 2007 RH287 | 9 set 2007  | Mount Lemmon      | Mount Lemmon Survey | —         | MPC                           |
| 431463         | 2007 RZ287 | 10 set 2007 | Kitt Peak         | Spacewatch          | Brangane  | MPC                           |
| 431464         | 2007 RU288 | 14 set 2007 | Mount Lemmon      | Mount Lemmon Survey | —         | MPC                           |
| 431465         | 2007 RV289 | 14 set 2007 | Catalina          | CSS                 | —         | MPC                           |
| 431466         | 2007 RY297 | 5 set 2007  | Catalina          | CSS                 | —         | MPC                           |
| 431467         | 2007 RW301 | 14 set 2007 | Mount Lemmon      | Mount Lemmon Survey | —         | MPC                           |
| 431468         | 2007 RY313 | 13 set 2007 | Mount Lemmon      | Mount Lemmon Survey | —         | MPC                           |
| 431469         | 2007 RE316 | 4 set 2007  | Catalina          | CSS                 | —         | MPC                           |
| 431470         | 2007 RE319 | 12 set 2007 | Catalina          | CSS                 | —         | MPC                           |
| 431471         | 2007 RL319 | 12 set 2007 | Mount Lemmon      | Mount Lemmon Survey | —         | MPC                           |
| 431472         | 2007 RH321 | 13 set 2007 | Anderson Mesa     | LONEOS              | —         | MPC                           |
| 431473         | 2007 SO2   | 20 set 2007 | Farra d'Isonzo    | Farra d'Isonzo      | —         | MPC                           |
| 431474         | 2007 SE13  | 9 set 2007  | Kitt Peak         | Spacewatch          | —         | MPC                           |
| 431475         | 2007 SD21  | 18 set 2007 | Catalina          | CSS                 | —         | MPC                           |
| 431476         | 2007 TY1   | 26 mar 2006 | Mount Lemmon      | Mount Lemmon Survey | —         | MPC                           |
| 431477         | 2007 TT8   | 6 out 2007  | Bergisch Gladbac  | W. Bickel           | Brangane  | MPC                           |
| 431478         | 2007 TG21  | 9 out 2007  | Dauban            | Chante-Perdrix Obs. | —         | MPC                           |
| 431479         | 2007 TJ25  | 24 set 2007 | Kitt Peak         | Spacewatch          | —         | MPC                           |
| 431480         | 2007 TZ25  | 4 out 2007  | Kitt Peak         | Spacewatch          | —         | MPC                           |
| 431481         | 2007 TP28  | 4 out 2007  | Kitt Peak         | Spacewatch          | Brangane  | MPC                           |
| 431482         | 2007 TK29  | 4 out 2007  | Kitt Peak         | Spacewatch          | —         | MPC                           |
| 431483         | 2007 TO40  | 6 out 2007  | Kitt Peak         | Spacewatch          | —         | MPC                           |
| 431484         | 2007 TU40  | 6 out 2007  | Kitt Peak         | Spacewatch          | —         | MPC                           |
| 431485         | 2007 TM45  | 7 out 2007  | Mount Lemmon      | Mount Lemmon Survey | —         | MPC                           |
| 431486         | 2007 TD48  | 4 out 2007  | Kitt Peak         | Spacewatch          | —         | MPC                           |
| 431487         | 2007 TT51  | 4 out 2007  | Kitt Peak         | Spacewatch          | Brangane  | MPC                           |
| 431488         | 2007 TP55  | 4 out 2007  | Kitt Peak         | Spacewatch          | —         | MPC                           |
| 431489         | 2007 TN58  | 7 abr 2005  | Kitt Peak         | Spacewatch          | —         | MPC                           |
| 431490         | 2007 TR61  | 7 out 2007  | Mount Lemmon      | Mount Lemmon Survey | —         | MPC                           |
| 431491         | 2007 TV63  | 7 out 2007  | Mount Lemmon      | Mount Lemmon Survey | —         | MPC                           |
| 431492         | 2007 TQ70  | 12 out 2007 | Goodricke-Pigott  | R. A. Tucker        | —         | MPC                           |
| 431493         | 2007 TW71  | 15 jan 2004 | Kitt Peak         | Spacewatch          | Brangane  | MPC                           |
| 431494         | 2007 TF78  | 5 out 2007  | Kitt Peak         | Spacewatch          | —         | MPC                           |
| 431495         | 2007 TQ84  | 8 out 2007  | Kitt Peak         | Spacewatch          | —         | MPC                           |
| 431496         | 2007 TX91  | 4 out 2007  | Catalina          | CSS                 | —         | MPC                           |
| 431497         | 2007 TH95  | 7 out 2007  | Catalina          | CSS                 | —         | MPC                           |
| 431498         | 2007 TH98  | 8 out 2007  | Mount Lemmon      | Mount Lemmon Survey | —         | MPC                           |
| 431499         | 2007 TO112 | 8 out 2007  | Mount Lemmon      | Mount Lemmon Survey | —         | MPC                           |
| 431500         | 2007 TQ113 | 8 out 2007  | Anderson Mesa     | LONEOS              | —         | MPC                           |

## 431501–431600
| Designação | Designação | Descoberta  | Descoberta      | Descobridor(es)     | Categoria | Mais informações / Referência |
| Permanente | Provisória | Data        | Local           | Descobridor(es)     | Categoria | Mais informações / Referência |
| ---------- | ---------- | ----------- | --------------- | ------------------- | --------- | ----------------------------- |
| 431501     | 2007 TU123 | 6 out 2007  | Kitt Peak       | Spacewatch          | —         | MPC                           |
| 431502     | 2007 TE126 | 6 out 2007  | Kitt Peak       | Spacewatch          | —         | MPC                           |
| 431503     | 2007 TQ136 | 8 out 2007  | Catalina        | CSS                 | —         | MPC                           |
| 431504     | 2007 TT136 | 13 set 2007 | Catalina        | CSS                 | Phocaea   | MPC                           |
| 431505     | 2007 TR145 | 15 set 2007 | Mount Lemmon    | Mount Lemmon Survey | —         | MPC                           |
| 431506     | 2007 TW162 | 11 out 2007 | Socorro         | LINEAR              | —         | MPC                           |
| 431507     | 2007 TB166 | 10 out 2007 | Catalina        | CSS                 | —         | MPC                           |
| 431508     | 2007 TD173 | 4 out 2007  | Kitt Peak       | Spacewatch          | —         | MPC                           |
| 431509     | 2007 TD177 | 6 out 2007  | Kitt Peak       | Spacewatch          | —         | MPC                           |
| 431510     | 2007 TR179 | 7 out 2007  | Mount Lemmon    | Mount Lemmon Survey | —         | MPC                           |
| 431511     | 2007 TU179 | 7 out 2007  | Mount Lemmon    | Mount Lemmon Survey | —         | MPC                           |
| 431512     | 2007 TQ183 | 9 out 2007  | Mount Lemmon    | Mount Lemmon Survey | —         | MPC                           |
| 431513     | 2007 TU185 | 11 out 2007 | Catalina        | CSS                 | —         | MPC                           |
| 431514     | 2007 TA187 | 13 out 2007 | Socorro         | LINEAR              | —         | MPC                           |
| 431515     | 2007 TC187 | 13 out 2007 | Socorro         | LINEAR              | —         | MPC                           |
| 431516     | 2007 TB188 | 11 out 2007 | Kitt Peak       | Spacewatch          | —         | MPC                           |
| 431517     | 2007 TN192 | 5 out 2007  | Kitt Peak       | Spacewatch          | Brangane  | MPC                           |
| 431518     | 2007 TL196 | 7 out 2007  | Mount Lemmon    | Mount Lemmon Survey | —         | MPC                           |
| 431519     | 2007 TE199 | 8 out 2007  | Kitt Peak       | Spacewatch          | Ursula    | MPC                           |
| 431520     | 2007 TQ212 | 7 out 2007  | Kitt Peak       | Spacewatch          | —         | MPC                           |
| 431521     | 2007 TD215 | 7 out 2007  | Kitt Peak       | Spacewatch          | —         | MPC                           |
| 431522     | 2007 TL228 | 8 out 2007  | Kitt Peak       | Spacewatch          | —         | MPC                           |
| 431523     | 2007 TM228 | 8 out 2007  | Kitt Peak       | Spacewatch          | —         | MPC                           |
| 431524     | 2007 TV254 | 9 out 2007  | Kitt Peak       | Spacewatch          | —         | MPC                           |
| 431525     | 2007 TZ256 | 10 out 2007 | Kitt Peak       | Spacewatch          | —         | MPC                           |
| 431526     | 2007 TR268 | 9 out 2007  | Kitt Peak       | Spacewatch          | —         | MPC                           |
| 431527     | 2007 TX268 | 9 out 2007  | Kitt Peak       | Spacewatch          | Ursula    | MPC                           |
| 431528     | 2007 TP270 | 9 out 2007  | Kitt Peak       | Spacewatch          | —         | MPC                           |
| 431529     | 2007 TC287 | 4 out 2007  | Catalina        | CSS                 | —         | MPC                           |
| 431530     | 2007 TY299 | 4 out 2007  | Kitt Peak       | Spacewatch          | —         | MPC                           |
| 431531     | 2007 TB307 | 8 out 2007  | Mount Lemmon    | Mount Lemmon Survey | Ursula    | MPC                           |
| 431532     | 2007 TE317 | 15 set 2007 | Mount Lemmon    | Mount Lemmon Survey | —         | MPC                           |
| 431533     | 2007 TN323 | 25 set 2007 | Mount Lemmon    | Mount Lemmon Survey | —         | MPC                           |
| 431534     | 2007 TJ343 | 10 out 2007 | Mount Lemmon    | Mount Lemmon Survey | —         | MPC                           |
| 431535     | 2007 TJ344 | 10 out 2007 | Mount Lemmon    | Mount Lemmon Survey | —         | MPC                           |
| 431536     | 2007 TZ369 | 12 out 2007 | Catalina        | CSS                 | —         | MPC                           |
| 431537     | 2007 TF381 | 6 out 2007  | Kitt Peak       | Spacewatch          | —         | MPC                           |
| 431538     | 2007 TK381 | 14 out 2007 | Kitt Peak       | Spacewatch          | —         | MPC                           |
| 431539     | 2007 TP381 | 15 set 2007 | Mount Lemmon    | Mount Lemmon Survey | Brangane  | MPC                           |
| 431540     | 2007 TF383 | 14 out 2007 | Kitt Peak       | Spacewatch          | —         | MPC                           |
| 431541     | 2007 TN399 | 15 out 2007 | Kitt Peak       | Spacewatch          | Brangane  | MPC                           |
| 431542     | 2007 TL405 | 15 out 2007 | Kitt Peak       | Spacewatch          | —         | MPC                           |
| 431543     | 2007 TS427 | 10 out 2007 | Kitt Peak       | Spacewatch          | —         | MPC                           |
| 431544     | 2007 TY431 | 7 out 2007  | Catalina        | CSS                 | —         | MPC                           |
| 431545     | 2007 TF433 | 8 out 2007  | Mount Lemmon    | Mount Lemmon Survey | —         | MPC                           |
| 431546     | 2007 TK433 | 10 out 2007 | Catalina        | CSS                 | —         | MPC                           |
| 431547     | 2007 TD435 | 10 out 2007 | Catalina        | CSS                 | —         | MPC                           |
| 431548     | 2007 TU440 | 8 out 2007  | Catalina        | CSS                 | —         | MPC                           |
| 431549     | 2007 TD442 | 10 out 2007 | Catalina        | CSS                 | —         | MPC                           |
| 431550     | 2007 TQ442 | 9 out 2007  | Catalina        | CSS                 | —         | MPC                           |
| 431551     | 2007 TR444 | 9 out 2007  | Kitt Peak       | Spacewatch          | Brangane  | MPC                           |
| 431552     | 2007 TS444 | 9 out 2007  | Kitt Peak       | Spacewatch          | —         | MPC                           |
| 431553     | 2007 TC445 | 12 out 2007 | Catalina        | CSS                 | —         | MPC                           |
| 431554     | 2007 TT446 | 10 out 2007 | Catalina        | CSS                 | —         | MPC                           |
| 431555     | 2007 TU448 | 9 out 2007  | Kitt Peak       | Spacewatch          | —         | MPC                           |
| 431556     | 2007 TN449 | 10 out 2007 | Kitt Peak       | Spacewatch          | —         | MPC                           |
| 431557     | 2007 TC450 | 10 out 2007 | Mount Lemmon    | Mount Lemmon Survey | —         | MPC                           |
| 431558     | 2007 UW13  | 16 out 2007 | Mount Lemmon    | Mount Lemmon Survey | —         | MPC                           |
| 431559     | 2007 UP38  | 20 out 2007 | Mount Lemmon    | Mount Lemmon Survey | —         | MPC                           |
| 431560     | 2007 UK39  | 20 out 2007 | Catalina        | CSS                 | —         | MPC                           |
| 431561     | 2007 UD42  | 7 out 2007  | Kitt Peak       | Spacewatch          | —         | MPC                           |
| 431562     | 2007 UR42  | 25 set 2007 | Mount Lemmon    | Mount Lemmon Survey | Brangane  | MPC                           |
| 431563     | 2007 UF45  | 18 out 2007 | Mount Lemmon    | Mount Lemmon Survey | —         | MPC                           |
| 431564     | 2007 UV83  | 11 out 2007 | Kitt Peak       | Spacewatch          | —         | MPC                           |
| 431565     | 2007 UE92  | 31 out 2007 | Mount Lemmon    | Mount Lemmon Survey | —         | MPC                           |
| 431566     | 2007 UZ102 | 30 out 2007 | Mount Lemmon    | Mount Lemmon Survey | —         | MPC                           |
| 431567     | 2007 UC103 | 18 set 2007 | Mount Lemmon    | Mount Lemmon Survey | —         | MPC                           |
| 431568     | 2007 UO105 | 30 out 2007 | Kitt Peak       | Spacewatch          | —         | MPC                           |
| 431569     | 2007 UO111 | 30 out 2007 | Mount Lemmon    | Mount Lemmon Survey | —         | MPC                           |
| 431570     | 2007 UU115 | 31 out 2007 | Kitt Peak       | Spacewatch          | —         | MPC                           |
| 431571     | 2007 UR126 | 16 out 2007 | Mount Lemmon    | Mount Lemmon Survey | —         | MPC                           |
| 431572     | 2007 UZ126 | 20 out 2007 | Mount Lemmon    | Mount Lemmon Survey | —         | MPC                           |
| 431573     | 2007 UF128 | 20 out 2007 | Kitt Peak       | Spacewatch          | —         | MPC                           |
| 431574     | 2007 VQ2   | 1 nov 2007  | Kitt Peak       | Spacewatch          | —         | MPC                           |
| 431575     | 2007 VV4   | 4 nov 2007  | La Sagra        | Mallorca Obs.       | —         | MPC                           |
| 431576     | 2007 VH24  | 2 nov 2007  | Mount Lemmon    | Mount Lemmon Survey | —         | MPC                           |
| 431577     | 2007 VH26  | 2 nov 2007  | Mount Lemmon    | Mount Lemmon Survey | —         | MPC                           |
| 431578     | 2007 VW32  | 2 nov 2007  | Kitt Peak       | Spacewatch          | —         | MPC                           |
| 431579     | 2007 VX35  | 2 nov 2007  | Kitt Peak       | Spacewatch          | —         | MPC                           |
| 431580     | 2007 VE44  | 1 nov 2007  | Kitt Peak       | Spacewatch          | —         | MPC                           |
| 431581     | 2007 VA56  | 1 nov 2007  | Kitt Peak       | Spacewatch          | —         | MPC                           |
| 431582     | 2007 VD56  | 1 nov 2007  | Kitt Peak       | Spacewatch          | —         | MPC                           |
| 431583     | 2007 VO72  | 1 nov 2007  | Kitt Peak       | Spacewatch          | —         | MPC                           |
| 431584     | 2007 VV97  | 1 nov 2007  | Kitt Peak       | Spacewatch          | —         | MPC                           |
| 431585     | 2007 VQ98  | 2 nov 2007  | Kitt Peak       | Spacewatch          | —         | MPC                           |
| 431586     | 2007 VM103 | 10 out 2007 | Catalina        | CSS                 | —         | MPC                           |
| 431587     | 2007 VX106 | 3 nov 2007  | Kitt Peak       | Spacewatch          | —         | MPC                           |
| 431588     | 2007 VO108 | 10 out 2007 | Mount Lemmon    | Mount Lemmon Survey | —         | MPC                           |
| 431589     | 2007 VJ114 | 20 out 2007 | Mount Lemmon    | Mount Lemmon Survey | —         | MPC                           |
| 431590     | 2007 VT120 | 5 nov 2007  | Kitt Peak       | Spacewatch          | —         | MPC                           |
| 431591     | 2007 VC124 | 6 out 2007  | Kitt Peak       | Spacewatch          | Brangane  | MPC                           |
| 431592     | 2007 VS160 | 5 nov 2007  | Kitt Peak       | Spacewatch          | —         | MPC                           |
| 431593     | 2007 VU160 | 5 nov 2007  | Kitt Peak       | Spacewatch          | —         | MPC                           |
| 431594     | 2007 VO166 | 5 nov 2007  | Kitt Peak       | Spacewatch          | —         | MPC                           |
| 431595     | 2007 VA172 | 7 nov 2007  | Kitt Peak       | Spacewatch          | Brangane  | MPC                           |
| 431596     | 2007 VA183 | 2 nov 2007  | Socorro         | LINEAR              | —         | MPC                           |
| 431597     | 2007 VX183 | 14 out 2007 | Mount Lemmon    | Mount Lemmon Survey | —         | MPC                           |
| 431598     | 2007 VO188 | 9 nov 2007  | Bisei SG Center | BATTeRS             | —         | MPC                           |
| 431599     | 2007 VV189 | 14 nov 2007 | La Sagra        | Mallorca Obs.       | —         | MPC                           |
| 431600     | 2007 VM190 | 4 nov 2007  | Kitt Peak       | Spacewatch          | Brangane  | MPC                           |

## 431601–431700
| Designação | Designação | Descoberta  | Descoberta   | Descobridor(es)     | Categoria | Mais informações / Referência |
| Permanente | Provisória | Data        | Local        | Descobridor(es)     | Categoria | Mais informações / Referência |
| ---------- | ---------- | ----------- | ------------ | ------------------- | --------- | ----------------------------- |
| 431601     | 2007 VJ202 | 6 nov 2007  | Kitt Peak    | Spacewatch          | —         | MPC                           |
| 431602     | 2007 VK211 | 9 nov 2007  | Kitt Peak    | Spacewatch          | —         | MPC                           |
| 431603     | 2007 VN213 | 9 nov 2007  | Kitt Peak    | Spacewatch          | —         | MPC                           |
| 431604     | 2007 VW215 | 9 nov 2007  | Kitt Peak    | Spacewatch          | —         | MPC                           |
| 431605     | 2007 VS232 | 7 nov 2007  | Kitt Peak    | Spacewatch          | Brangane  | MPC                           |
| 431606     | 2007 VL233 | 8 nov 2007  | Kitt Peak    | Spacewatch          | —         | MPC                           |
| 431607     | 2007 VN238 | 13 nov 2007 | Kitt Peak    | Spacewatch          | —         | MPC                           |
| 431608     | 2007 VS247 | 13 nov 2007 | Mount Lemmon | Mount Lemmon Survey | —         | MPC                           |
| 431609     | 2007 VB248 | 13 nov 2007 | Mount Lemmon | Mount Lemmon Survey | Brangane  | MPC                           |
| 431610     | 2007 VX248 | 10 mar 2005 | Kitt Peak    | Spacewatch          | —         | MPC                           |
| 431611     | 2007 VF254 | 10 out 2007 | Kitt Peak    | Spacewatch          | —         | MPC                           |
| 431612     | 2007 VE255 | 20 out 2007 | Mount Lemmon | Mount Lemmon Survey | Eos       | MPC                           |
| 431613     | 2007 VX273 | 12 nov 2007 | Catalina     | CSS                 | —         | MPC                           |
| 431614     | 2007 VO276 | 4 nov 2007  | Kitt Peak    | Spacewatch          | Brangane  | MPC                           |
| 431615     | 2007 VU279 | 30 out 2007 | Kitt Peak    | Spacewatch          | —         | MPC                           |
| 431616     | 2007 VR291 | 14 nov 2007 | Kitt Peak    | Spacewatch          | —         | MPC                           |
| 431617     | 2007 VX307 | 5 nov 2007  | Kitt Peak    | Spacewatch          | —         | MPC                           |
| 431618     | 2007 VT309 | 3 nov 2007  | Mount Lemmon | Mount Lemmon Survey | —         | MPC                           |
| 431619     | 2007 VB310 | 5 nov 2007  | Kitt Peak    | Spacewatch          | —         | MPC                           |
| 431620     | 2007 VS318 | 9 nov 2007  | Mount Lemmon | Mount Lemmon Survey | —         | MPC                           |
| 431621     | 2007 VT318 | 12 nov 2007 | Mount Lemmon | Mount Lemmon Survey | —         | MPC                           |
| 431622     | 2007 VV321 | 8 nov 2007  | Catalina     | CSS                 | —         | MPC                           |
| 431623     | 2007 VG328 | 8 nov 2007  | Socorro      | LINEAR              | —         | MPC                           |
| 431624     | 2007 WE1   | 21 out 2007 | Catalina     | CSS                 | —         | MPC                           |
| 431625     | 2007 WX3   | 18 nov 2007 | Wrightwood   | J. W. Young         | —         | MPC                           |
| 431626     | 2007 WW21  | 1 nov 2007  | Kitt Peak    | Spacewatch          | Brangane  | MPC                           |
| 431627     | 2007 WH22  | 18 out 2007 | Kitt Peak    | Spacewatch          | —         | MPC                           |
| 431628     | 2007 WW23  | 18 nov 2007 | Mount Lemmon | Mount Lemmon Survey | —         | MPC                           |
| 431629     | 2007 WN25  | 2 nov 2007  | Kitt Peak    | Spacewatch          | —         | MPC                           |
| 431630     | 2007 WB32  | 2 nov 2007  | Kitt Peak    | Spacewatch          | —         | MPC                           |
| 431631     | 2007 WJ49  | 20 nov 2007 | Mount Lemmon | Mount Lemmon Survey | —         | MPC                           |
| 431632     | 2007 WK50  | 20 nov 2007 | Mount Lemmon | Mount Lemmon Survey | —         | MPC                           |
| 431633     | 2007 XQ1   | 3 dez 2007  | Catalina     | CSS                 | —         | MPC                           |
| 431634     | 2007 XT11  | 4 dez 2007  | Kitt Peak    | Spacewatch          | —         | MPC                           |
| 431635     | 2007 XF19  | 10 set 2007 | Mount Lemmon | Mount Lemmon Survey | —         | MPC                           |
| 431636     | 2007 YQ62  | 30 dez 2007 | Kitt Peak    | Spacewatch          | —         | MPC                           |
| 431637     | 2007 YS69  | 30 dez 2007 | Mount Lemmon | Mount Lemmon Survey | —         | MPC                           |
| 431638     | 2007 YZ69  | 13 nov 2007 | Mount Lemmon | Mount Lemmon Survey | —         | MPC                           |
| 431639     | 2008 AM6   | 10 jan 2008 | Mount Lemmon | Mount Lemmon Survey | —         | MPC                           |
| 431640     | 2008 AU14  | 10 jan 2008 | Kitt Peak    | Spacewatch          | —         | MPC                           |
| 431641     | 2008 AY27  | 10 jan 2008 | Mount Lemmon | Mount Lemmon Survey | —         | MPC                           |
| 431642     | 2008 AR34  | 10 jan 2008 | Kitt Peak    | Spacewatch          | —         | MPC                           |
| 431643     | 2008 AZ36  | 10 jan 2008 | Kitt Peak    | Spacewatch          | —         | MPC                           |
| 431644     | 2008 AK52  | 11 jan 2008 | Mount Lemmon | Mount Lemmon Survey | —         | MPC                           |
| 431645     | 2008 AG83  | 28 dez 2007 | Kitt Peak    | Spacewatch          | —         | MPC                           |
| 431646     | 2008 AF99  | 14 jan 2008 | Kitt Peak    | Spacewatch          | —         | MPC                           |
| 431647     | 2008 AB114 | 10 abr 2005 | Mount Lemmon | Mount Lemmon Survey | —         | MPC                           |
| 431648     | 2008 AD116 | 11 jan 2008 | Kitt Peak    | Spacewatch          | —         | MPC                           |
| 431649     | 2008 BM8   | 16 jan 2008 | Kitt Peak    | Spacewatch          | —         | MPC                           |
| 431650     | 2008 BY18  | 29 jan 2008 | La Sagra     | Mallorca Obs.       | —         | MPC                           |
| 431651     | 2008 BH21  | 30 jan 2008 | Mount Lemmon | Mount Lemmon Survey | —         | MPC                           |
| 431652     | 2008 BL32  | 30 jan 2008 | Mount Lemmon | Mount Lemmon Survey | —         | MPC                           |
| 431653     | 2008 BP39  | 30 jan 2008 | Catalina     | CSS                 | —         | MPC                           |
| 431654     | 2008 BG49  | 30 jan 2008 | Mount Lemmon | Mount Lemmon Survey | —         | MPC                           |
| 431655     | 2008 BC52  | 19 jan 2008 | Mount Lemmon | Mount Lemmon Survey | —         | MPC                           |
| 431656     | 2008 CD5   | 18 jan 2008 | Catalina     | CSS                 | —         | MPC                           |
| 431657     | 2008 CJ17  | 11 jan 2008 | Kitt Peak    | Spacewatch          | —         | MPC                           |
| 431658     | 2008 CR21  | 19 dez 2007 | Mount Lemmon | Mount Lemmon Survey | —         | MPC                           |
| 431659     | 2008 CE25  | 1 fev 2008  | Kitt Peak    | Spacewatch          | —         | MPC                           |
| 431660     | 2008 CS29  | 2 fev 2008  | Kitt Peak    | Spacewatch          | —         | MPC                           |
| 431661     | 2008 CQ43  | 2 fev 2008  | Kitt Peak    | Spacewatch          | —         | MPC                           |
| 431662     | 2008 CG45  | 2 fev 2008  | Kitt Peak    | Spacewatch          | —         | MPC                           |
| 431663     | 2008 CC60  | 7 fev 2008  | Kitt Peak    | Spacewatch          | —         | MPC                           |
| 431664     | 2008 CX75  | 3 fev 2008  | Kitt Peak    | Spacewatch          | —         | MPC                           |
| 431665     | 2008 CZ75  | 3 fev 2008  | Kitt Peak    | Spacewatch          | —         | MPC                           |
| 431666     | 2008 CR95  | 8 fev 2008  | Kitt Peak    | Spacewatch          | —         | MPC                           |
| 431667     | 2008 CB97  | 9 fev 2008  | Kitt Peak    | Spacewatch          | —         | MPC                           |
| 431668     | 2008 CU98  | 2 fev 2008  | Kitt Peak    | Spacewatch          | —         | MPC                           |
| 431669     | 2008 CQ109 | 9 fev 2008  | Kitt Peak    | Spacewatch          | —         | MPC                           |
| 431670     | 2008 CJ112 | 10 fev 2008 | Kitt Peak    | Spacewatch          | —         | MPC                           |
| 431671     | 2008 CQ119 | 12 fev 2008 | Dauban       | F. Kugel            | —         | MPC                           |
| 431672     | 2008 CT137 | 31 dez 2007 | Mount Lemmon | Mount Lemmon Survey | —         | MPC                           |
| 431673     | 2008 CL143 | 8 fev 2008  | Kitt Peak    | Spacewatch          | —         | MPC                           |
| 431674     | 2008 CD158 | 9 fev 2008  | Catalina     | CSS                 | —         | MPC                           |
| 431675     | 2008 CX202 | 8 fev 2008  | Kitt Peak    | Spacewatch          | —         | MPC                           |
| 431676     | 2008 CR203 | 11 fev 2008 | Kitt Peak    | Spacewatch          | —         | MPC                           |
| 431677     | 2008 CE206 | 8 fev 2008  | Kitt Peak    | Spacewatch          | —         | MPC                           |
| 431678     | 2008 CS209 | 6 fev 2008  | Socorro      | LINEAR              | —         | MPC                           |
| 431679     | 2008 DS7   | 13 jan 2008 | Kitt Peak    | Spacewatch          | —         | MPC                           |
| 431680     | 2008 DV15  | 11 jan 2008 | Mount Lemmon | Mount Lemmon Survey | —         | MPC                           |
| 431681     | 2008 DW17  | 1 fev 2008  | Kitt Peak    | Spacewatch          | —         | MPC                           |
| 431682     | 2008 DE18  | 26 fev 2008 | Mount Lemmon | Mount Lemmon Survey | —         | MPC                           |
| 431683     | 2008 DY19  | 10 jan 2008 | Kitt Peak    | Spacewatch          | —         | MPC                           |
| 431684     | 2008 DM23  | 9 fev 2008  | Kitt Peak    | Spacewatch          | —         | MPC                           |
| 431685     | 2008 DL30  | 31 jan 2008 | Mount Lemmon | Mount Lemmon Survey | —         | MPC                           |
| 431686     | 2008 DP34  | 27 fev 2008 | Mount Lemmon | Mount Lemmon Survey | —         | MPC                           |
| 431687     | 2008 DZ34  | 27 fev 2008 | Kitt Peak    | Spacewatch          | —         | MPC                           |
| 431688     | 2008 DC35  | 27 fev 2008 | Kitt Peak    | Spacewatch          | —         | MPC                           |
| 431689     | 2008 DP35  | 27 fev 2008 | Kitt Peak    | Spacewatch          | —         | MPC                           |
| 431690     | 2008 DZ35  | 27 fev 2008 | Mount Lemmon | Mount Lemmon Survey | —         | MPC                           |
| 431691     | 2008 DM44  | 28 fev 2008 | Mount Lemmon | Mount Lemmon Survey | —         | MPC                           |
| 431692     | 2008 DU60  | 2 fev 2008  | Kitt Peak    | Spacewatch          | —         | MPC                           |
| 431693     | 2008 DW63  | 14 set 2006 | Kitt Peak    | Spacewatch          | —         | MPC                           |
| 431694     | 2008 DB70  | 28 fev 2008 | Mount Lemmon | Mount Lemmon Survey | —         | MPC                           |
| 431695     | 2008 DJ82  | 28 fev 2008 | Kitt Peak    | Spacewatch          | —         | MPC                           |
| 431696     | 2008 DE85  | 28 fev 2008 | Kitt Peak    | Spacewatch          | Mitidika  | MPC                           |
| 431697     | 2008 DK87  | 28 fev 2008 | Kitt Peak    | Spacewatch          | —         | MPC                           |
| 431698     | 2008 ES    | 2 mar 2008  | Mount Lemmon | Mount Lemmon Survey | —         | MPC                           |
| 431699     | 2008 EL10  | 10 fev 2008 | Kitt Peak    | Spacewatch          | —         | MPC                           |
| 431700     | 2008 EF23  | 3 mar 2008  | Catalina     | CSS                 | —         | MPC                           |

## 431701–431800
| Designação | Designação | Descoberta  | Descoberta     | Descobridor(es)       | Categoria | Mais informações / Referência |
| Permanente | Provisória | Data        | Local          | Descobridor(es)       | Categoria | Mais informações / Referência |
| ---------- | ---------- | ----------- | -------------- | --------------------- | --------- | ----------------------------- |
| 431701     | 2008 EF31  | 18 dez 2003 | Socorro        | LINEAR                | —         | MPC                           |
| 431702     | 2008 EW55  | 7 mar 2008  | Mount Lemmon   | Mount Lemmon Survey   | —         | MPC                           |
| 431703     | 2008 EN67  | 9 mar 2008  | Mount Lemmon   | Mount Lemmon Survey   | —         | MPC                           |
| 431704     | 2008 EF69  | 11 mar 2008 | Catalina       | CSS                   | —         | MPC                           |
| 431705     | 2008 EZ76  | 7 mar 2008  | Kitt Peak      | Spacewatch            | —         | MPC                           |
| 431706     | 2008 ET82  | 8 mar 2008  | Socorro        | LINEAR                | —         | MPC                           |
| 431707     | 2008 EJ88  | 26 fev 2008 | Kitt Peak      | Spacewatch            | —         | MPC                           |
| 431708     | 2008 EO88  | 13 fev 2008 | Kitt Peak      | Spacewatch            | —         | MPC                           |
| 431709     | 2008 EN116 | 8 mar 2008  | Kitt Peak      | Spacewatch            | —         | MPC                           |
| 431710     | 2008 EF117 | 8 mar 2008  | Kitt Peak      | Spacewatch            | —         | MPC                           |
| 431711     | 2008 ER120 | 9 mar 2008  | Kitt Peak      | Spacewatch            | —         | MPC                           |
| 431712     | 2008 ES120 | 9 mar 2008  | Kitt Peak      | Spacewatch            | —         | MPC                           |
| 431713     | 2008 EB128 | 29 fev 2008 | Kitt Peak      | Spacewatch            | —         | MPC                           |
| 431714     | 2008 ED131 | 10 fev 2008 | Kitt Peak      | Spacewatch            | —         | MPC                           |
| 431715     | 2008 ET143 | 13 fev 2008 | Mount Lemmon   | Mount Lemmon Survey   | —         | MPC                           |
| 431716     | 2008 EK147 | 1 mar 2008  | Kitt Peak      | Spacewatch            | —         | MPC                           |
| 431717     | 2008 EQ147 | 1 mar 2008  | Kitt Peak      | Spacewatch            | —         | MPC                           |
| 431718     | 2008 EZ147 | 1 mar 2008  | Kitt Peak      | Spacewatch            | —         | MPC                           |
| 431719     | 2008 EL151 | 1 mar 2008  | Kitt Peak      | Spacewatch            | —         | MPC                           |
| 431720     | 2008 EF152 | 10 mar 2008 | Kitt Peak      | Spacewatch            | —         | MPC                           |
| 431721     | 2008 EF163 | 10 mar 2008 | Mount Lemmon   | Mount Lemmon Survey   | —         | MPC                           |
| 431722     | 2008 EM166 | 6 mar 2008  | Catalina       | CSS                   | —         | MPC                           |
| 431723     | 2008 ET167 | 9 mar 2008  | Socorro        | LINEAR                | —         | MPC                           |
| 431724     | 2008 FA4   | 25 mar 2008 | Kitt Peak      | Spacewatch            | —         | MPC                           |
| 431725     | 2008 FH18  | 28 fev 2008 | Mount Lemmon   | Mount Lemmon Survey   | —         | MPC                           |
| 431726     | 2008 FP24  | 11 jul 2005 | Catalina       | CSS                   | —         | MPC                           |
| 431727     | 2008 FZ35  | 28 mar 2008 | Mount Lemmon   | Mount Lemmon Survey   | —         | MPC                           |
| 431728     | 2008 FC41  | 28 mar 2008 | Kitt Peak      | Spacewatch            | —         | MPC                           |
| 431729     | 2008 FP48  | 28 mar 2008 | Mount Lemmon   | Mount Lemmon Survey   | Mitidika  | MPC                           |
| 431730     | 2008 FG52  | 28 mar 2008 | Mount Lemmon   | Mount Lemmon Survey   | —         | MPC                           |
| 431731     | 2008 FG56  | 28 mar 2008 | Mount Lemmon   | Mount Lemmon Survey   | —         | MPC                           |
| 431732     | 2008 FP56  | 28 mar 2008 | Mount Lemmon   | Mount Lemmon Survey   | —         | MPC                           |
| 431733     | 2008 FH61  | 30 mar 2008 | Kitt Peak      | Spacewatch            | —         | MPC                           |
| 431734     | 2008 FP69  | 28 mar 2008 | Mount Lemmon   | Mount Lemmon Survey   | —         | MPC                           |
| 431735     | 2008 FB82  | 13 mar 2008 | Kitt Peak      | Spacewatch            | Mitidika  | MPC                           |
| 431736     | 2008 FP87  | 28 mar 2008 | Mount Lemmon   | Mount Lemmon Survey   | —         | MPC                           |
| 431737     | 2008 FV106 | 31 mar 2008 | Kitt Peak      | Spacewatch            | —         | MPC                           |
| 431738     | 2008 FC107 | 31 mar 2008 | Kitt Peak      | Spacewatch            | —         | MPC                           |
| 431739     | 2008 FL108 | 31 mar 2008 | Mount Lemmon   | Mount Lemmon Survey   | —         | MPC                           |
| 431740     | 2008 FC112 | 31 mar 2008 | Kitt Peak      | Spacewatch            | —         | MPC                           |
| 431741     | 2008 FN123 | 29 mar 2008 | Kitt Peak      | Spacewatch            | Mitidika  | MPC                           |
| 431742     | 2008 FW128 | 29 mar 2008 | Kitt Peak      | Spacewatch            | —         | MPC                           |
| 431743     | 2008 FN137 | 30 mar 2008 | Kitt Peak      | Spacewatch            | —         | MPC                           |
| 431744     | 2008 GH2   | 10 out 2007 | Catalina       | CSS                   | —         | MPC                           |
| 431745     | 2008 GY4   | 12 mar 2008 | Kitt Peak      | Spacewatch            | —         | MPC                           |
| 431746     | 2008 GW10  | 1 abr 2008  | Kitt Peak      | Spacewatch            | —         | MPC                           |
| 431747     | 2008 GF22  | 1 abr 2008  | Kitt Peak      | Spacewatch            | —         | MPC                           |
| 431748     | 2008 GO28  | 3 abr 2008  | Kitt Peak      | Spacewatch            | —         | MPC                           |
| 431749     | 2008 GZ32  | 29 dez 2003 | Kitt Peak      | Spacewatch            | —         | MPC                           |
| 431750     | 2008 GS55  | 5 abr 2008  | Mount Lemmon   | Mount Lemmon Survey   | —         | MPC                           |
| 431751     | 2008 GS64  | 6 abr 2008  | Kitt Peak      | Spacewatch            | —         | MPC                           |
| 431752     | 2008 GZ72  | 7 abr 2008  | Mount Lemmon   | Mount Lemmon Survey   | —         | MPC                           |
| 431753     | 2008 GH74  | 7 abr 2008  | Kitt Peak      | Spacewatch            | —         | MPC                           |
| 431754     | 2008 GA77  | 7 abr 2008  | Kitt Peak      | Spacewatch            | —         | MPC                           |
| 431755     | 2008 GE81  | 7 abr 2008  | Kitt Peak      | Spacewatch            | —         | MPC                           |
| 431756     | 2008 GJ88  | 6 abr 2008  | Kitt Peak      | Spacewatch            | —         | MPC                           |
| 431757     | 2008 GY89  | 6 abr 2008  | Mount Lemmon   | Mount Lemmon Survey   | —         | MPC                           |
| 431758     | 2008 GM119 | 11 abr 2008 | Kitt Peak      | Spacewatch            | —         | MPC                           |
| 431759     | 2008 GK146 | 15 abr 2008 | Kitt Peak      | Spacewatch            | Mitidika  | MPC                           |
| 431760     | 2008 HE    | 18 abr 2008 | Catalina       | CSS                   | —         | MPC                           |
| 431761     | 2008 HU1   | 24 abr 2008 | Kitt Peak      | Spacewatch            | —         | MPC                           |
| 431762     | 2008 HP12  | 5 jul 2005  | Kitt Peak      | Spacewatch            | —         | MPC                           |
| 431763     | 2008 HN15  | 25 abr 2008 | Kitt Peak      | Spacewatch            | —         | MPC                           |
| 431764     | 2008 HU27  | 28 abr 2008 | Kitt Peak      | Spacewatch            | —         | MPC                           |
| 431765     | 2008 HB28  | 28 abr 2008 | Kitt Peak      | Spacewatch            | —         | MPC                           |
| 431766     | 2008 HT39  | 15 mar 2008 | Kitt Peak      | Spacewatch            | —         | MPC                           |
| 431767     | 2008 HZ50  | 29 abr 2008 | Kitt Peak      | Spacewatch            | —         | MPC                           |
| 431768     | 2008 HL54  | 29 abr 2008 | Kitt Peak      | Spacewatch            | Pallas    | MPC                           |
| 431769     | 2008 HQ54  | 29 abr 2008 | Kitt Peak      | Spacewatch            | —         | MPC                           |
| 431770     | 2008 HH59  | 30 abr 2008 | Mount Lemmon   | Mount Lemmon Survey   | —         | MPC                           |
| 431771     | 2008 HH65  | 29 abr 2008 | Mount Lemmon   | Mount Lemmon Survey   | —         | MPC                           |
| 431772     | 2008 JN1   | 2 mai 2008  | Mount Lemmon   | Mount Lemmon Survey   | —         | MPC                           |
| 431773     | 2008 JK11  | 3 mai 2008  | Kitt Peak      | Spacewatch            | —         | MPC                           |
| 431774     | 2008 JT16  | 3 mai 2008  | Mount Lemmon   | Mount Lemmon Survey   | —         | MPC                           |
| 431775     | 2008 JO24  | 10 mai 2008 | Mount Lemmon   | Mount Lemmon Survey   | —         | MPC                           |
| 431776     | 2008 JQ24  | 29 out 1998 | Anderson Mesa  | LONEOS                | —         | MPC                           |
| 431777     | 2008 JC35  | 14 mai 2008 | Catalina       | CSS                   | —         | MPC                           |
| 431778     | 2008 KR1   | 3 mai 2008  | Mount Lemmon   | Mount Lemmon Survey   | —         | MPC                           |
| 431779     | 2008 KD9   | 27 mai 2008 | Kitt Peak      | Spacewatch            | —         | MPC                           |
| 431780     | 2008 LR    | 1 jun 2008  | Mount Lemmon   | Mount Lemmon Survey   | —         | MPC                           |
| 431781     | 2008 LY3   | 2 jun 2008  | Mount Lemmon   | Mount Lemmon Survey   | —         | MPC                           |
| 431782     | 2008 LF13  | 6 jun 2008  | Kitt Peak      | Spacewatch            | —         | MPC                           |
| 431783     | 2008 LC17  | 15 mar 2008 | Mount Lemmon   | Mount Lemmon Survey   | —         | MPC                           |
| 431784     | 2008 MF    | 22 jun 2008 | Kitt Peak      | Spacewatch            | —         | MPC                           |
| 431785     | 2008 OZ9   | 26 jul 2008 | Siding Spring  | SSS                   | —         | MPC                           |
| 431786     | 2008 OY19  | 30 jul 2008 | Kitt Peak      | Spacewatch            | Themis    | MPC                           |
| 431787     | 2008 PG4   | 12 dez 1999 | Kitt Peak      | Spacewatch            | Brangane  | MPC                           |
| 431788     | 2008 PH4   | 5 ago 2008  | Hibiscus       | S. F. Hönig, N. Teamo | —         | MPC                           |
| 431789     | 2008 PM8   | 26 jul 2008 | Siding Spring  | SSS                   | Phocaea   | MPC                           |
| 431790     | 2008 PA11  | 14 jun 2008 | Siding Spring  | SSS                   | —         | MPC                           |
| 431791     | 2008 PK14  | 1 fev 2006  | Mount Lemmon   | Mount Lemmon Survey   | —         | MPC                           |
| 431792     | 2008 PK22  | 1 ago 2008  | Socorro        | LINEAR                | —         | MPC                           |
| 431793     | 2008 QX3   | 29 jul 2008 | Kitt Peak      | Spacewatch            | —         | MPC                           |
| 431794     | 2008 QX7   | 23 ago 2008 | Hibiscus       | N. Teamo              | —         | MPC                           |
| 431795     | 2008 QW15  | 28 ago 2008 | La Sagra       | Mallorca Obs.         | —         | MPC                           |
| 431796     | 2008 QR18  | 29 ago 2008 | Pla D'Arguines | R. Ferrando           | —         | MPC                           |
| 431797     | 2008 QY22  | 26 ago 2008 | Socorro        | LINEAR                | —         | MPC                           |
| 431798     | 2008 QY26  | 2 jan 2006  | Mount Lemmon   | Mount Lemmon Survey   | —         | MPC                           |
| 431799     | 2008 QJ34  | 29 jul 2008 | Kitt Peak      | Spacewatch            | Mitidika  | MPC                           |
| 431800     | 2008 QN35  | 26 ago 2008 | Siding Spring  | SSS                   | —         | MPC                           |

## 431801–431900
| Designação | Designação | Descoberta  | Descoberta    | Descobridor(es)     | Categoria | Mais informações / Referência |
| Permanente | Provisória | Data        | Local         | Descobridor(es)     | Categoria | Mais informações / Referência |
| ---------- | ---------- | ----------- | ------------- | ------------------- | --------- | ----------------------------- |
| 431801     | 2008 QV35  | 21 ago 2008 | Kitt Peak     | Spacewatch          | —         | MPC                           |
| 431802     | 2008 QW38  | 24 ago 2008 | Kitt Peak     | Spacewatch          | —         | MPC                           |
| 431803     | 2008 QL40  | 31 ago 2008 | Moletai       | Molėtai Obs.        | —         | MPC                           |
| 431804     | 2008 QC46  | 29 jul 2008 | Mount Lemmon  | Mount Lemmon Survey | —         | MPC                           |
| 431805     | 2008 RN6   | 3 set 2008  | Kitt Peak     | Spacewatch          | Phocaea   | MPC                           |
| 431806     | 2008 RD14  | 24 ago 2008 | Kitt Peak     | Spacewatch          | Vesta     | MPC                           |
| 431807     | 2008 RO15  | 4 set 2008  | Kitt Peak     | Spacewatch          | Vesta     | MPC                           |
| 431808     | 2008 RK18  | 24 ago 2008 | Kitt Peak     | Spacewatch          | —         | MPC                           |
| 431809     | 2008 RS23  | 5 set 2008  | Socorro       | LINEAR              | —         | MPC                           |
| 431810     | 2008 RF24  | 5 set 2008  | Socorro       | LINEAR              | —         | MPC                           |
| 431811     | 2008 RY29  | 2 set 2008  | Kitt Peak     | Spacewatch          | —         | MPC                           |
| 431812     | 2008 RF36  | 2 set 2008  | Kitt Peak     | Spacewatch          | —         | MPC                           |
| 431813     | 2008 RU36  | 2 set 2008  | Kitt Peak     | Spacewatch          | —         | MPC                           |
| 431814     | 2008 RL46  | 2 set 2008  | Kitt Peak     | Spacewatch          | —         | MPC                           |
| 431815     | 2008 RM59  | 3 set 2008  | Kitt Peak     | Spacewatch          | —         | MPC                           |
| 431816     | 2008 RD62  | 4 set 2008  | Kitt Peak     | Spacewatch          | —         | MPC                           |
| 431817     | 2008 RS64  | 4 set 2008  | Kitt Peak     | Spacewatch          | —         | MPC                           |
| 431818     | 2008 RL68  | 4 set 2008  | Kitt Peak     | Spacewatch          | —         | MPC                           |
| 431819     | 2008 RW95  | 7 set 2008  | Catalina      | CSS                 | —         | MPC                           |
| 431820     | 2008 RD105 | 6 set 2008  | Catalina      | CSS                 | —         | MPC                           |
| 431821     | 2008 RL107 | 7 set 2008  | Catalina      | CSS                 | —         | MPC                           |
| 431822     | 2008 RC110 | 3 set 2008  | Kitt Peak     | Spacewatch          | Vesta     | MPC                           |
| 431823     | 2008 RO114 | 6 set 2008  | Mount Lemmon  | Mount Lemmon Survey | —         | MPC                           |
| 431824     | 2008 RV120 | 7 set 2008  | Mount Lemmon  | Mount Lemmon Survey | —         | MPC                           |
| 431825     | 2008 RF122 | 3 set 2008  | Kitt Peak     | Spacewatch          | —         | MPC                           |
| 431826     | 2008 RL126 | 2 set 2008  | Kitt Peak     | Spacewatch          | Vesta     | MPC                           |
| 431827     | 2008 RU131 | 8 set 2008  | Kitt Peak     | Spacewatch          | —         | MPC                           |
| 431828     | 2008 RY142 | 7 fev 2006  | Kitt Peak     | Spacewatch          | —         | MPC                           |
| 431829     | 2008 RG146 | 6 set 2008  | Catalina      | CSS                 | Juno      | MPC                           |
| 431830     | 2008 SW    | 21 set 2008 | Hibiscus      | N. Teamo            | —         | MPC                           |
| 431831     | 2008 SV8   | 30 jul 2008 | Mount Lemmon  | Mount Lemmon Survey | —         | MPC                           |
| 431832     | 2008 SG10  | 22 set 2008 | Socorro       | LINEAR              | —         | MPC                           |
| 431833     | 2008 SW10  | 7 set 2008  | Mount Lemmon  | Mount Lemmon Survey | —         | MPC                           |
| 431834     | 2008 SA11  | 6 set 2008  | Catalina      | CSS                 | —         | MPC                           |
| 431835     | 2008 SA16  | 19 set 2008 | Kitt Peak     | Spacewatch          | —         | MPC                           |
| 431836     | 2008 SO26  | 7 set 2008  | Mount Lemmon  | Mount Lemmon Survey | Eos       | MPC                           |
| 431837     | 2008 SJ27  | 4 set 2008  | Kitt Peak     | Spacewatch          | —         | MPC                           |
| 431838     | 2008 SG32  | 20 set 2008 | Kitt Peak     | Spacewatch          | —         | MPC                           |
| 431839     | 2008 SO41  | 6 set 2008  | Mount Lemmon  | Mount Lemmon Survey | —         | MPC                           |
| 431840     | 2008 SG45  | 20 set 2008 | Kitt Peak     | Spacewatch          | Eos       | MPC                           |
| 431841     | 2008 SS45  | 20 set 2008 | Kitt Peak     | Spacewatch          | —         | MPC                           |
| 431842     | 2008 SO51  | 4 set 2008  | Kitt Peak     | Spacewatch          | —         | MPC                           |
| 431843     | 2008 SB53  | 20 set 2008 | Mount Lemmon  | Mount Lemmon Survey | —         | MPC                           |
| 431844     | 2008 SJ53  | 20 set 2008 | Mount Lemmon  | Mount Lemmon Survey | —         | MPC                           |
| 431845     | 2008 SP57  | 20 set 2008 | Mount Lemmon  | Mount Lemmon Survey | —         | MPC                           |
| 431846     | 2008 SF59  | 20 set 2008 | Kitt Peak     | Spacewatch          | —         | MPC                           |
| 431847     | 2008 SQ59  | 20 set 2008 | Kitt Peak     | Spacewatch          | —         | MPC                           |
| 431848     | 2008 SU59  | 20 set 2008 | Kitt Peak     | Spacewatch          | —         | MPC                           |
| 431849     | 2008 SV60  | 20 set 2008 | Catalina      | CSS                 | —         | MPC                           |
| 431850     | 2008 SJ65  | 21 set 2008 | Mount Lemmon  | Mount Lemmon Survey | —         | MPC                           |
| 431851     | 2008 SS67  | 6 set 2008  | Mount Lemmon  | Mount Lemmon Survey | —         | MPC                           |
| 431852     | 2008 SA72  | 9 set 2008  | Mount Lemmon  | Mount Lemmon Survey | Phocaea   | MPC                           |
| 431853     | 2008 SO72  | 22 set 2008 | Kitt Peak     | Spacewatch          | —         | MPC                           |
| 431854     | 2008 SC84  | 24 set 2008 | Dauban        | F. Kugel            | —         | MPC                           |
| 431855     | 2008 SW84  | 28 set 2008 | Prairie Grass | J. Mahony           | —         | MPC                           |
| 431856     | 2008 SJ94  | 2 set 2008  | Kitt Peak     | Spacewatch          | —         | MPC                           |
| 431857     | 2008 SL95  | 21 set 2008 | Kitt Peak     | Spacewatch          | —         | MPC                           |
| 431858     | 2008 ST97  | 21 set 2008 | Kitt Peak     | Spacewatch          | —         | MPC                           |
| 431859     | 2008 SW100 | 21 set 2008 | Kitt Peak     | Spacewatch          | —         | MPC                           |
| 431860     | 2008 SW106 | 21 set 2008 | Kitt Peak     | Spacewatch          | —         | MPC                           |
| 431861     | 2008 SA109 | 22 set 2008 | Mount Lemmon  | Mount Lemmon Survey | —         | MPC                           |
| 431862     | 2008 SP112 | 22 set 2008 | Kitt Peak     | Spacewatch          | —         | MPC                           |
| 431863     | 2008 SF114 | 22 set 2008 | Kitt Peak     | Spacewatch          | —         | MPC                           |
| 431864     | 2008 SW115 | 22 set 2008 | Kitt Peak     | Spacewatch          | —         | MPC                           |
| 431865     | 2008 SU121 | 22 set 2008 | Mount Lemmon  | Mount Lemmon Survey | —         | MPC                           |
| 431866     | 2008 SM122 | 22 set 2008 | Mount Lemmon  | Mount Lemmon Survey | —         | MPC                           |
| 431867     | 2008 SD124 | 22 set 2008 | Mount Lemmon  | Mount Lemmon Survey | —         | MPC                           |
| 431868     | 2008 SP134 | 23 set 2008 | Kitt Peak     | Spacewatch          | Vesta     | MPC                           |
| 431869     | 2008 SV142 | 24 set 2008 | Catalina      | CSS                 | —         | MPC                           |
| 431870     | 2008 SA143 | 24 set 2008 | Mount Lemmon  | Mount Lemmon Survey | —         | MPC                           |
| 431871     | 2008 SS151 | 20 set 2008 | Catalina      | CSS                 | —         | MPC                           |
| 431872     | 2008 SK161 | 28 set 2008 | Socorro       | LINEAR              | —         | MPC                           |
| 431873     | 2008 SU164 | 24 set 2008 | Kitt Peak     | Spacewatch          | —         | MPC                           |
| 431874     | 2008 SH169 | 3 set 2008  | Kitt Peak     | Spacewatch          | —         | MPC                           |
| 431875     | 2008 SM170 | 3 set 2008  | Kitt Peak     | Spacewatch          | Vesta     | MPC                           |
| 431876     | 2008 SH184 | 9 set 2008  | Mount Lemmon  | Mount Lemmon Survey | Phocaea   | MPC                           |
| 431877     | 2008 SU191 | 25 set 2008 | Kitt Peak     | Spacewatch          | —         | MPC                           |
| 431878     | 2008 SR192 | 25 set 2008 | Kitt Peak     | Spacewatch          | —         | MPC                           |
| 431879     | 2008 SZ200 | 26 set 2008 | Kitt Peak     | Spacewatch          | —         | MPC                           |
| 431880     | 2008 SN202 | 7 set 2008  | Mount Lemmon  | Mount Lemmon Survey | —         | MPC                           |
| 431881     | 2008 SX202 | 6 set 2008  | Mount Lemmon  | Mount Lemmon Survey | —         | MPC                           |
| 431882     | 2008 SP204 | 26 set 2008 | Kitt Peak     | Spacewatch          | —         | MPC                           |
| 431883     | 2008 SE218 | 30 set 2008 | La Sagra      | Mallorca Obs.       | —         | MPC                           |
| 431884     | 2008 SL232 | 24 ago 2008 | Kitt Peak     | Spacewatch          | —         | MPC                           |
| 431885     | 2008 SW242 | 6 set 2008  | Mount Lemmon  | Mount Lemmon Survey | —         | MPC                           |
| 431886     | 2008 SK258 | 22 set 2008 | Mount Lemmon  | Mount Lemmon Survey | —         | MPC                           |
| 431887     | 2008 SU261 | 24 set 2008 | Kitt Peak     | Spacewatch          | —         | MPC                           |
| 431888     | 2008 SA262 | 24 set 2008 | Kitt Peak     | Spacewatch          | —         | MPC                           |
| 431889     | 2008 SL264 | 25 set 2008 | Kitt Peak     | Spacewatch          | —         | MPC                           |
| 431890     | 2008 SB265 | 26 set 2008 | Kitt Peak     | Spacewatch          | —         | MPC                           |
| 431891     | 2008 SM265 | 28 set 2008 | Mount Lemmon  | Mount Lemmon Survey | —         | MPC                           |
| 431892     | 2008 SG277 | 24 set 2008 | Kitt Peak     | Spacewatch          | Themis    | MPC                           |
| 431893     | 2008 SH280 | 6 set 2008  | Catalina      | CSS                 | —         | MPC                           |
| 431894     | 2008 SN284 | 24 set 2008 | Kitt Peak     | Spacewatch          | —         | MPC                           |
| 431895     | 2008 SO284 | 24 set 2008 | Kitt Peak     | Spacewatch          | —         | MPC                           |
| 431896     | 2008 SY285 | 22 set 2008 | Kitt Peak     | Spacewatch          | —         | MPC                           |
| 431897     | 2008 SZ287 | 23 set 2008 | Kitt Peak     | Spacewatch          | —         | MPC                           |
| 431898     | 2008 SO302 | 23 set 2008 | Kitt Peak     | Spacewatch          | —         | MPC                           |
| 431899     | 2008 SL305 | 27 set 2008 | Mount Lemmon  | Mount Lemmon Survey | —         | MPC                           |
| 431900     | 2008 SZ305 | 28 set 2008 | Socorro       | LINEAR              | —         | MPC                           |

## 431901–432000
| Designação | Designação | Descoberta  | Descoberta   | Descobridor(es)     | Categoria | Mais informações / Referência |
| Permanente | Provisória | Data        | Local        | Descobridor(es)     | Categoria | Mais informações / Referência |
| ---------- | ---------- | ----------- | ------------ | ------------------- | --------- | ----------------------------- |
| 431901     | 2008 TN2   | 3 out 2008  | La Sagra     | Mallorca Obs.       | —         | MPC                           |
| 431902     | 2008 TO5   | 1 out 2008  | La Sagra     | Mallorca Obs.       | —         | MPC                           |
| 431903     | 2008 TF8   | 29 set 2008 | Catalina     | CSS                 | —         | MPC                           |
| 431904     | 2008 TR8   | 5 out 2008  | La Sagra     | Mallorca Obs.       | —         | MPC                           |
| 431905     | 2008 TQ9   | 2 out 2008  | Kitt Peak    | Spacewatch          | —         | MPC                           |
| 431906     | 2008 TL23  | 6 set 2008  | Mount Lemmon | Mount Lemmon Survey | —         | MPC                           |
| 431907     | 2008 TY30  | 1 out 2008  | Kitt Peak    | Spacewatch          | —         | MPC                           |
| 431908     | 2008 TF31  | 1 out 2008  | Kitt Peak    | Spacewatch          | —         | MPC                           |
| 431909     | 2008 TH34  | 16 out 2003 | Kitt Peak    | Spacewatch          | —         | MPC                           |
| 431910     | 2008 TB36  | 1 out 2008  | Mount Lemmon | Mount Lemmon Survey | Vesta     | MPC                           |
| 431911     | 2008 TM39  | 1 out 2008  | Kitt Peak    | Spacewatch          | —         | MPC                           |
| 431912     | 2008 TQ46  | 1 out 2008  | Kitt Peak    | Spacewatch          | —         | MPC                           |
| 431913     | 2008 TQ47  | 16 set 2003 | Kitt Peak    | Spacewatch          | —         | MPC                           |
| 431914     | 2008 TA54  | 22 abr 2007 | Kitt Peak    | Spacewatch          | —         | MPC                           |
| 431915     | 2008 TV56  | 24 set 2008 | Kitt Peak    | Spacewatch          | —         | MPC                           |
| 431916     | 2008 TF61  | 6 set 2008  | Mount Lemmon | Mount Lemmon Survey | —         | MPC                           |
| 431917     | 2008 TP64  | 2 out 2008  | Kitt Peak    | Spacewatch          | —         | MPC                           |
| 431918     | 2008 TB66  | 24 set 2008 | Kitt Peak    | Spacewatch          | —         | MPC                           |
| 431919     | 2008 TZ66  | 2 out 2008  | Kitt Peak    | Spacewatch          | Themis    | MPC                           |
| 431920     | 2008 TA71  | 2 out 2008  | Kitt Peak    | Spacewatch          | —         | MPC                           |
| 431921     | 2008 TC73  | 2 out 2008  | Kitt Peak    | Spacewatch          | —         | MPC                           |
| 431922     | 2008 TM75  | 2 out 2008  | Kitt Peak    | Spacewatch          | —         | MPC                           |
| 431923     | 2008 TL91  | 21 set 2008 | Kitt Peak    | Spacewatch          | —         | MPC                           |
| 431924     | 2008 TM91  | 4 out 2008  | La Sagra     | Mallorca Obs.       | —         | MPC                           |
| 431925     | 2008 TR100 | 14 set 1999 | Kitt Peak    | Spacewatch          | —         | MPC                           |
| 431926     | 2008 TW100 | 6 out 2008  | Kitt Peak    | Spacewatch          | —         | MPC                           |
| 431927     | 2008 TZ125 | 23 set 2008 | Kitt Peak    | Spacewatch          | —         | MPC                           |
| 431928     | 2008 TZ129 | 25 fev 2006 | Kitt Peak    | Spacewatch          | —         | MPC                           |
| 431929     | 2008 TZ130 | 23 set 2008 | Kitt Peak    | Spacewatch          | —         | MPC                           |
| 431930     | 2008 TA131 | 23 set 2008 | Kitt Peak    | Spacewatch          | —         | MPC                           |
| 431931     | 2008 TF140 | 9 set 2008  | Mount Lemmon | Mount Lemmon Survey | —         | MPC                           |
| 431932     | 2008 TO144 | 11 dez 2004 | Kitt Peak    | Spacewatch          | Themis    | MPC                           |
| 431933     | 2008 TE145 | 3 set 2008  | Kitt Peak    | Spacewatch          | —         | MPC                           |
| 431934     | 2008 TH158 | 20 set 2008 | Mount Lemmon | Mount Lemmon Survey | —         | MPC                           |
| 431935     | 2008 TR158 | 11 abr 2003 | Kitt Peak    | Spacewatch          | Vesta     | MPC                           |
| 431936     | 2008 TR161 | 6 out 2008  | Mount Lemmon | Mount Lemmon Survey | —         | MPC                           |
| 431937     | 2008 TN167 | 9 out 2008  | Kitt Peak    | Spacewatch          | —         | MPC                           |
| 431938     | 2008 TO168 | 2 out 2008  | Mount Lemmon | Mount Lemmon Survey | —         | MPC                           |
| 431939     | 2008 TL174 | 3 out 2008  | Mount Lemmon | Mount Lemmon Survey | —         | MPC                           |
| 431940     | 2008 TF177 | 7 out 2008  | Mount Lemmon | Mount Lemmon Survey | —         | MPC                           |
| 431941     | 2008 TP184 | 6 out 2008  | Kitt Peak    | Spacewatch          | —         | MPC                           |
| 431942     | 2008 TR188 | 10 out 2008 | Catalina     | CSS                 | Juno      | MPC                           |
| 431943     | 2008 UG8   | 17 out 2008 | Kitt Peak    | Spacewatch          | —         | MPC                           |
| 431944     | 2008 UN11  | 17 out 2008 | Kitt Peak    | Spacewatch          | —         | MPC                           |
| 431945     | 2008 UR22  | 19 out 2008 | Kitt Peak    | Spacewatch          | —         | MPC                           |
| 431946     | 2008 UA30  | 20 out 2008 | Kitt Peak    | Spacewatch          | —         | MPC                           |
| 431947     | 2008 UC30  | 20 out 2008 | Kitt Peak    | Spacewatch          | —         | MPC                           |
| 431948     | 2008 UH31  | 20 out 2008 | Kitt Peak    | Spacewatch          | —         | MPC                           |
| 431949     | 2008 UH37  | 6 set 2008  | Mount Lemmon | Mount Lemmon Survey | —         | MPC                           |
| 431950     | 2008 UY39  | 2 out 2008  | Mount Lemmon | Mount Lemmon Survey | —         | MPC                           |
| 431951     | 2008 UJ52  | 20 out 2008 | Kitt Peak    | Spacewatch          | —         | MPC                           |
| 431952     | 2008 UD61  | 21 out 2008 | Kitt Peak    | Spacewatch          | —         | MPC                           |
| 431953     | 2008 UZ65  | 21 out 2008 | Kitt Peak    | Spacewatch          | Juno      | MPC                           |
| 431954     | 2008 UT67  | 21 out 2008 | Kitt Peak    | Spacewatch          | —         | MPC                           |
| 431955     | 2008 UQ68  | 24 set 2008 | Mount Lemmon | Mount Lemmon Survey | —         | MPC                           |
| 431956     | 2008 UB75  | 21 out 2008 | Kitt Peak    | Spacewatch          | —         | MPC                           |
| 431957     | 2008 UF87  | 23 out 2008 | Mount Lemmon | Mount Lemmon Survey | Juno      | MPC                           |
| 431958     | 2008 UB89  | 8 out 2008  | Kitt Peak    | Spacewatch          | —         | MPC                           |
| 431959     | 2008 UC96  | 24 out 2008 | Socorro      | LINEAR              | —         | MPC                           |
| 431960     | 2008 UU102 | 26 set 2008 | Kitt Peak    | Spacewatch          | —         | MPC                           |
| 431961     | 2008 UF108 | 7 out 2008  | Mount Lemmon | Mount Lemmon Survey | —         | MPC                           |
| 431962     | 2008 UX108 | 21 out 2008 | Kitt Peak    | Spacewatch          | —         | MPC                           |
| 431963     | 2008 UB109 | 21 out 2008 | Mount Lemmon | Mount Lemmon Survey | —         | MPC                           |
| 431964     | 2008 UM116 | 22 out 2008 | Kitt Peak    | Spacewatch          | Phocaea   | MPC                           |
| 431965     | 2008 US118 | 22 out 2008 | Kitt Peak    | Spacewatch          | —         | MPC                           |
| 431966     | 2008 UD121 | 22 out 2008 | Kitt Peak    | Spacewatch          | —         | MPC                           |
| 431967     | 2008 UT127 | 22 out 2008 | Kitt Peak    | Spacewatch          | —         | MPC                           |
| 431968     | 2008 UP130 | 2 out 2008  | Kitt Peak    | Spacewatch          | —         | MPC                           |
| 431969     | 2008 UB134 | 6 set 2008  | Mount Lemmon | Mount Lemmon Survey | —         | MPC                           |
| 431970     | 2008 UV136 | 23 out 2008 | Kitt Peak    | Spacewatch          | —         | MPC                           |
| 431971     | 2008 UJ138 | 23 out 2008 | Kitt Peak    | Spacewatch          | Themis    | MPC                           |
| 431972     | 2008 UX141 | 15 nov 2003 | Kitt Peak    | Spacewatch          | —         | MPC                           |
| 431973     | 2008 UO142 | 23 out 2008 | Kitt Peak    | Spacewatch          | —         | MPC                           |
| 431974     | 2008 UO150 | 10 out 2008 | Kitt Peak    | Spacewatch          | Phocaea   | MPC                           |
| 431975     | 2008 UL152 | 27 fev 2006 | Kitt Peak    | Spacewatch          | —         | MPC                           |
| 431976     | 2008 UJ157 | 23 out 2008 | Mount Lemmon | Mount Lemmon Survey | —         | MPC                           |
| 431977     | 2008 UR165 | 24 out 2008 | Kitt Peak    | Spacewatch          | —         | MPC                           |
| 431978     | 2008 UC173 | 2 out 2008  | Mount Lemmon | Mount Lemmon Survey | Phocaea   | MPC                           |
| 431979     | 2008 UB174 | 23 set 2008 | Kitt Peak    | Spacewatch          | —         | MPC                           |
| 431980     | 2008 UM180 | 24 out 2008 | Kitt Peak    | Spacewatch          | —         | MPC                           |
| 431981     | 2008 UV185 | 24 out 2008 | Kitt Peak    | Spacewatch          | —         | MPC                           |
| 431982     | 2008 UJ187 | 24 out 2008 | Kitt Peak    | Spacewatch          | —         | MPC                           |
| 431983     | 2008 UC192 | 7 out 2008  | Mount Lemmon | Mount Lemmon Survey | —         | MPC                           |
| 431984     | 2008 UK197 | 27 out 2008 | Mount Lemmon | Mount Lemmon Survey | —         | MPC                           |
| 431985     | 2008 UG208 | 23 out 2008 | Kitt Peak    | Spacewatch          | —         | MPC                           |
| 431986     | 2008 UN209 | 23 out 2008 | Kitt Peak    | Spacewatch          | —         | MPC                           |
| 431987     | 2008 UR214 | 1 out 2008  | Mount Lemmon | Mount Lemmon Survey | —         | MPC                           |
| 431988     | 2008 UX237 | 26 out 2008 | Kitt Peak    | Spacewatch          | —         | MPC                           |
| 431989     | 2008 UE251 | 27 out 2008 | Kitt Peak    | Spacewatch          | —         | MPC                           |
| 431990     | 2008 UM251 | 27 out 2008 | Kitt Peak    | Spacewatch          | —         | MPC                           |
| 431991     | 2008 UN253 | 27 out 2008 | Kitt Peak    | Spacewatch          | —         | MPC                           |
| 431992     | 2008 UX256 | 27 out 2008 | Kitt Peak    | Spacewatch          | Eos       | MPC                           |
| 431993     | 2008 UV265 | 9 out 2008  | Kitt Peak    | Spacewatch          | —         | MPC                           |
| 431994     | 2008 UF268 | 28 out 2008 | Kitt Peak    | Spacewatch          | —         | MPC                           |
| 431995     | 2008 UC276 | 28 out 2008 | Mount Lemmon | Mount Lemmon Survey | —         | MPC                           |
| 431996     | 2008 UQ278 | 20 out 2008 | Kitt Peak    | Spacewatch          | —         | MPC                           |
| 431997     | 2008 UD284 | 29 set 2008 | Kitt Peak    | Spacewatch          | —         | MPC                           |
| 431998     | 2008 UU284 | 20 out 2008 | Kitt Peak    | Spacewatch          | Phocaea   | MPC                           |
| 431999     | 2008 UA294 | 29 out 2008 | Kitt Peak    | Spacewatch          | —         | MPC                           |
| 432000     | 2008 UT302 | 29 out 2008 | Kitt Peak    | Spacewatch          | —         | MPC                           |